# Museo archeologico di Delfi
Il Museo archeologico di Delfi (in lingua greca: Αρχαιολογικό Μουσείο Δελφών) è un'istituzione museale a carattere archeologico, ospita gli antichi reperti che sono stati trovati nell'area archeologica ellenica, patrimonio dell'umanità dell'UNESCO. È gestito dal Ministero della Cultura greco (Eforato delle Antichità della Focide). Fondato nel 1903, è stato riorganizzato più volte e ospita le scoperte fatte nel santuario panellenico di Delfi, che risalgono al periodo tardo elladico (micenea) all'inizio dell'era bizantina.
Organizzato in quattordici sale su due livelli, il museo espone principalmente statue, tra cui la famosa auriga di Delfi, elementi architettonici, come il fregio del Tesoro dei sifni e gli ex luoghi dedicati al santuario di Apollo, come la Sfinge di Naxos. Lo spazio espositivo è più di 2270 m², mentre le sale di archiviazione e conservazione (mosaici, ceramiche e metalli) occupano 558 m². I visitatori sono anche accolti da un atrio, una caffetteria e un negozio di souvenir.

## Storia del museo

### Il primo museo

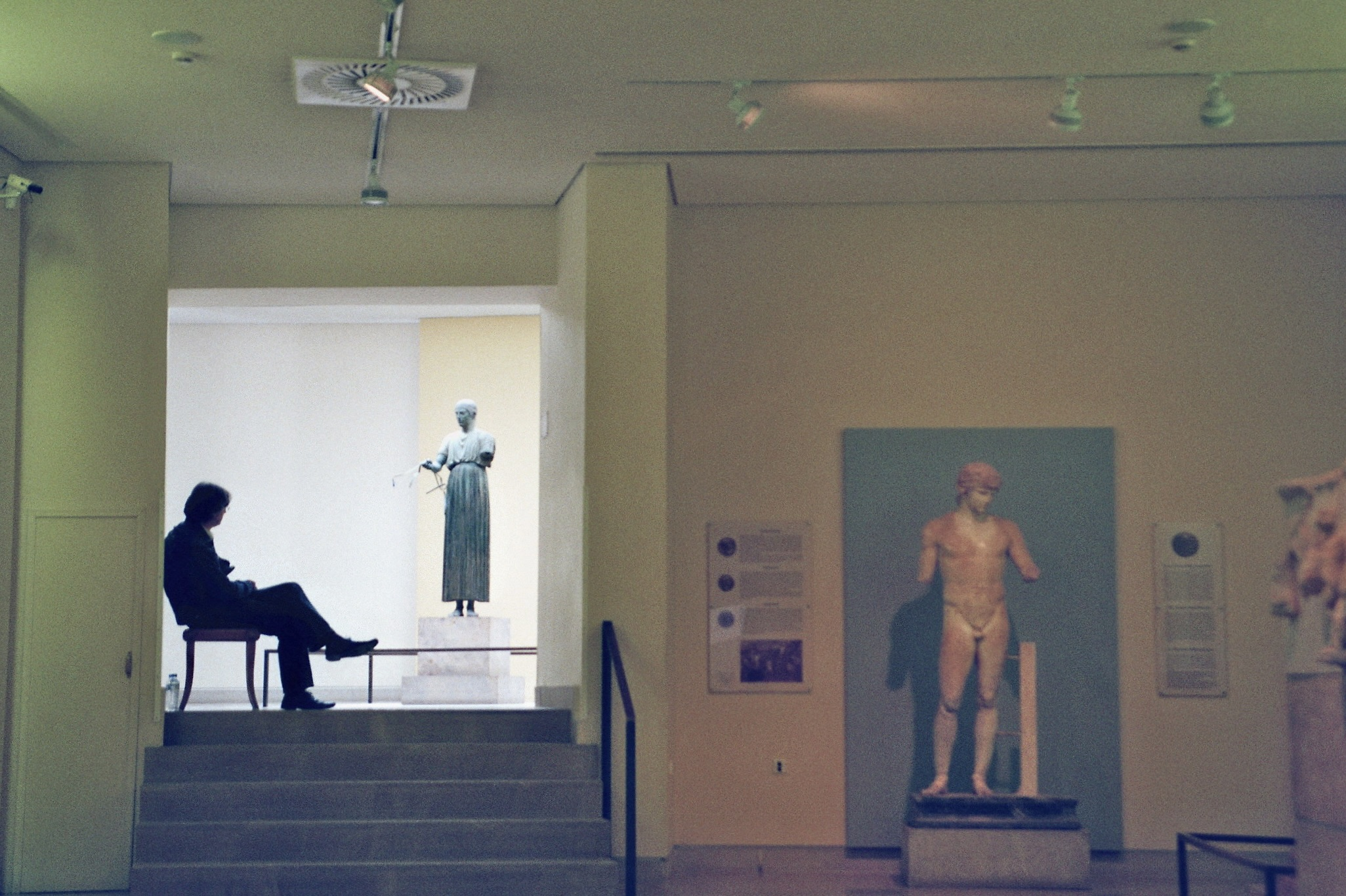
Alcune sale del museo

Un primo, piuttosto piccolo museo fu inaugurato il 2 maggio 1903 per celebrare la fine della prima grande campagna archeologica degli scavi francesi e per esporre i risultati. L'edificio è stato progettato dall'architetto francese Albert Tournaire, finanziato da un gruppo fondato dal banchiere e filantropo greco Andreas Syngros. Due ali incorniciavano un piccolo edificio centrale. L'arrangiamento della collezione, progettato dal direttore della spedizione archeologica, Théophile Homolle, è stato ispirato dal punto di vista che le parti architettoniche e le sculture dovrebbero essere "contestualizzate". Così, parti dei principali monumenti del sito sono state ricostruite con intonaco. Le mostre hanno preso ogni centimetro di spazio disponibile, rendendo l’esposizione abbastanza ricca. Inoltre, l'approccio museografico mancava di qualsiasi disposizione cronologica o tematica. Si pensava che la qualità degli oggetti stessi fosse auto-esplicativa. La prima mostra era quindi destinata più al piacere degli occhi che a qualsiasi scopo educativo.

### La fase successiva

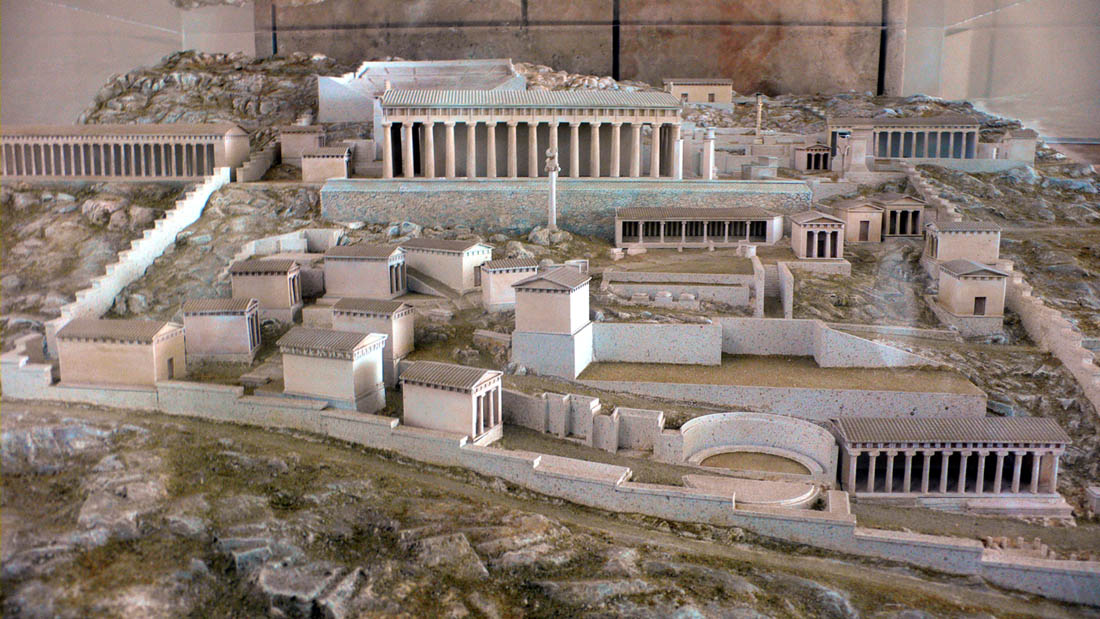
Ricostruzione del santuario

Nonostante l'ammirazione che ispirava alla comunità greca e internazionale, già negli anni '30 il museo stava diventando troppo piccolo per accogliere nuove scoperte nonché per il crescente numero di turisti. Inoltre, il suo allestimento e i restauri in gesso venivano sempre più criticati. Alla fine, tutta l’esposizione fu criticata come eccessivamente "francese" in un periodo in cui si insisteva sulla "grecità". La costruzione di un nuovo edificio fu lanciata nel 1935. Il nuovo museo rappresentava le tendenze architettoniche del periodo tra le due guerre e fu completato nel 1939, tra cui una nuova disposizione degli oggetti del professore di archeologia a Salonicco, Constantinos Romaios. La riorganizzazione delle collezioni arcaiche fu affidata all'archeologo francese Pierre de La Coste-Messelière, che scartò i restauri in gesso di importanti manufatti, tra cui quello del Tesoro dei sifni, che era diventato una delle principali attrazioni. Le antichità sono state presentate in ordine cronologico, elencate ed etichettate. 
Tuttavia, questo allestimento è stato utilizzato per poco tempo. Lo scoppio della seconda guerra mondiale costituì una grave minaccia per le antichità che furono messe in deposito. Una parte era conservata a Delfi nelle antiche tombe romane o in apposite fosse scavate di fronte al museo. Gli oggetti più preziosi (gli oggetti crisoelefantini, la Statua d'argento di un toro scoperti tre mesi prima dello scoppio della guerra, e l'Auriga furono inviati ad Atene per essere custoditi nei caveau della Banca di Grecia. Rimasero lì per anni. L'auriga fu esposta nel Museo Archeologico Nazionale di Atene fino al 1951. La regione di Delfi era al centro della zona di combattimento nella guerra civile greca e il museo non fu riaperto fino al 1952. Per sei anni, i visitatori videro la disposizione che era stata prevista nel 1939. Tuttavia, il museo si rivelò insufficiente e fu necessario intraprendere una nuova fase di costruzione, completata nel 1958.
La ristrutturazione del museo è stata affidata all'architetto Patroklos Karantinos e l'archeologo Christos Karouzos è stato inviato dal Museo Archeologico Nazionale di Atene per riorganizzare la collezione, sotto la supervisione dell'eforato di Delfi, Ioanna Constantinou. Karatinos ha creato due nuove sale espositive e modificato la struttura per consentire una maggiore illuminazione naturale nell'edificio. La disposizione della collezione rimase cronologica, ma una maggiore attenzione fu posta sulla scultura, con statue sempre più separate dai loro contesti architettonici. Il museo riaprì le sue porte nel 1961 e divenne presto una delle attrazioni turistiche più visitate della Grecia: nel 1998, ricevette più di 300 200 visitatori, quasi altrettanti del Museo Archeologico Nazionale di Atene nello stesso periodo (325 000 visitatori).

### Il museo attuale

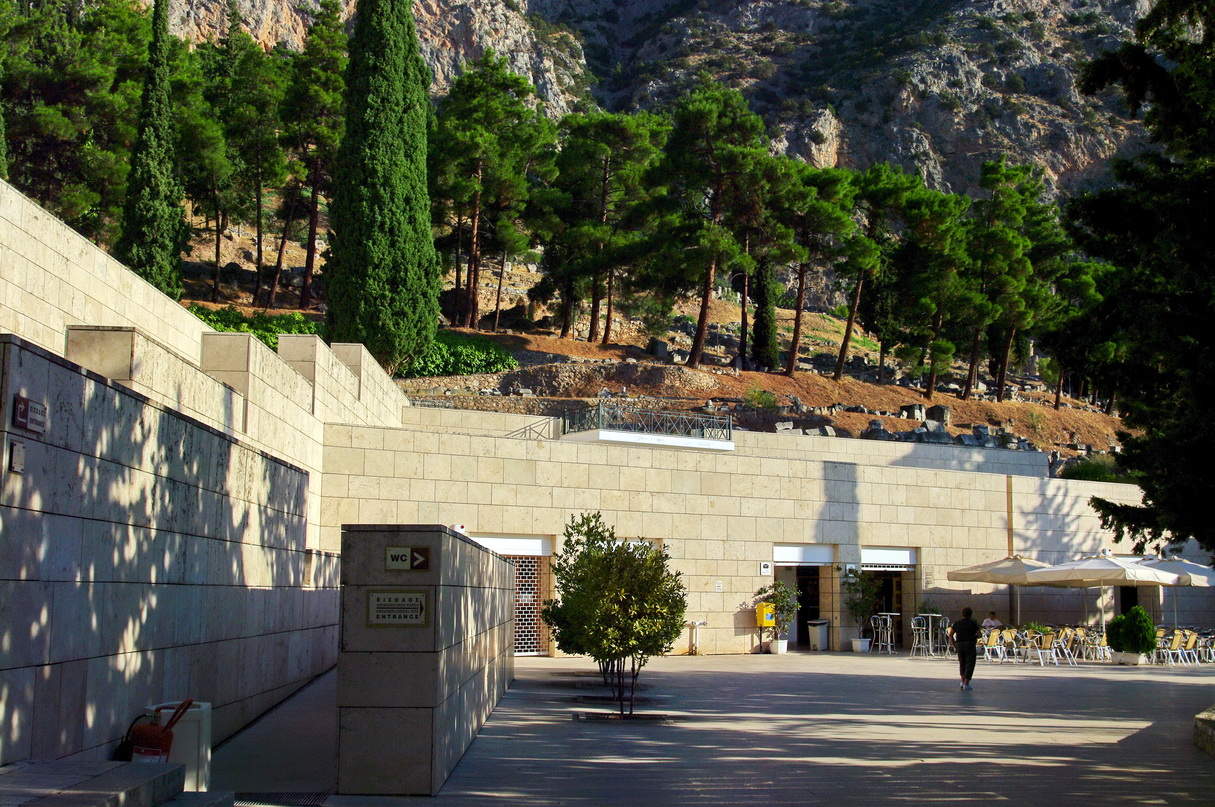
La caffetteria del nuovo museo

Tra il 1999 e il 2003, il museo ha subito un'altra fase di ristrutturazione, realizzata dall'architetto greco Alexandros Tombazis. Questi includevano la costruzione di una nuova facciata in uno stile contemporaneo e una nuova sala per l'auriga. Il resto del museo è stato ridisegnato in uno stile moderno e adattato per facilitare la circolazione dei visitatori. Sono stati inoltre creati una nuova hall, una grande caffetteria e un negozio di souvenir. La collezione è stata riorganizzata al fine di conciliare la necessità di esporre in modo efficace le principali attrazioni del museo e il desiderio di presentare le ultime teorie e scoperte archeologiche e storiche. È stato anche fatto uno sforzo per illustrare le mostre finora trascurate come la facciata classica del Tempio di Apollo. Il museo ha aperto le sue porte ancora una volta per il suo centenario.

## La collezione
Le collezioni del Museo Archeologico di Delfi sono disposte cronologicamente in quattordici stanze.

### Sala 1 e 2
Le prime due sale sono dedicate agli oggetti più antichi. La mostra inizia con reperti micenei, in particolare delle figurine di argilla, tra cui una significativa figura femminile seduta su una sedia a tre gambe, che è stata vista come un precursore dei treppiedi successivi. La maggior parte dei reperti, tuttavia, sono offerte votive in bronzo, risalenti all'VIII e VII secolo a.C., tra cui treppiedi in bronzo e calderoni con elementi decorativi ispirati a creature mitiche, come i grifoni, oltre a figurine di guerrieri in bronzo. I reperti visualizzati risalgono al periodo tardo geometrico e ai primi periodi arcaici.

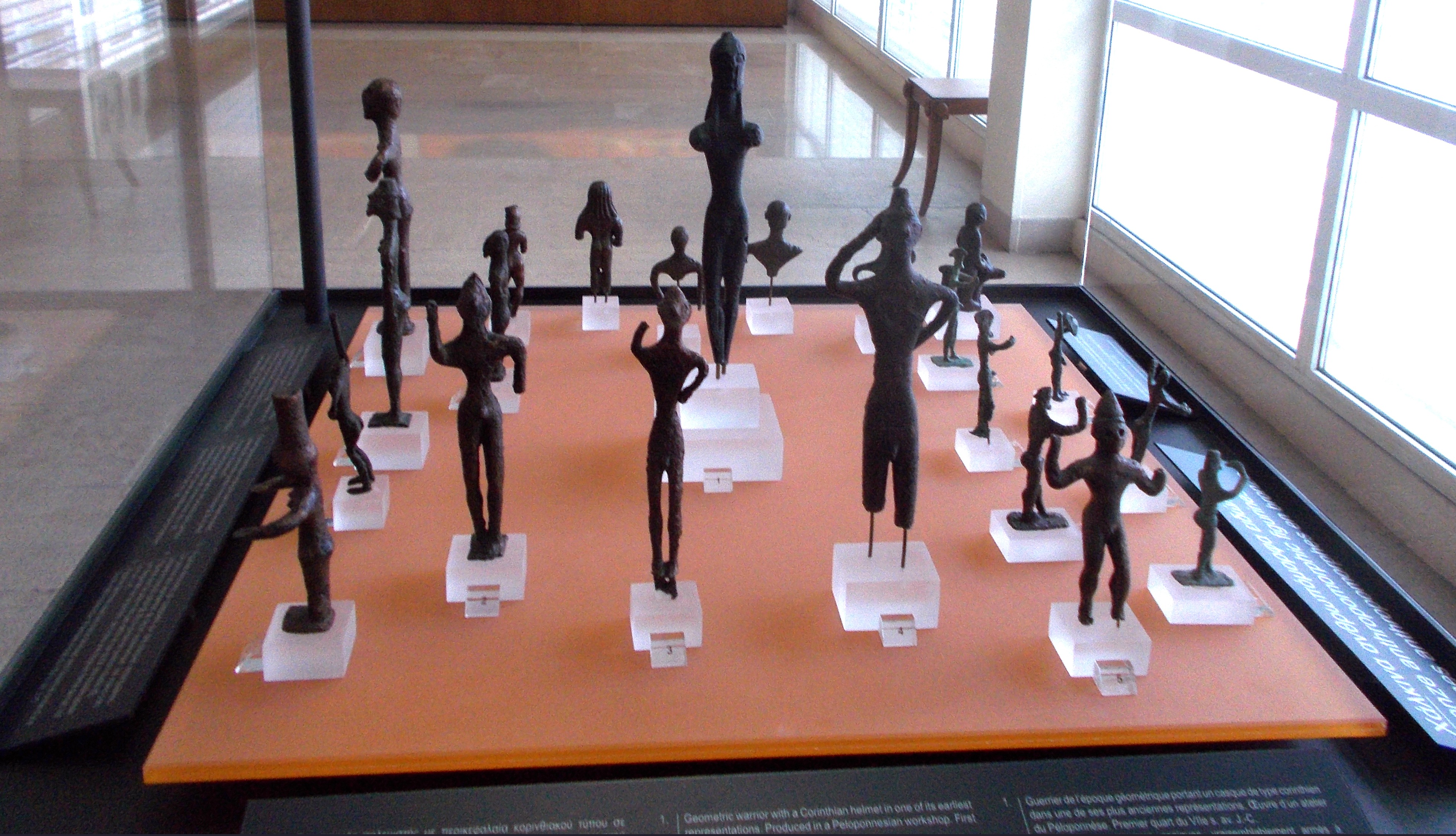
Figure in bronzo, prevalentemente guerrieri
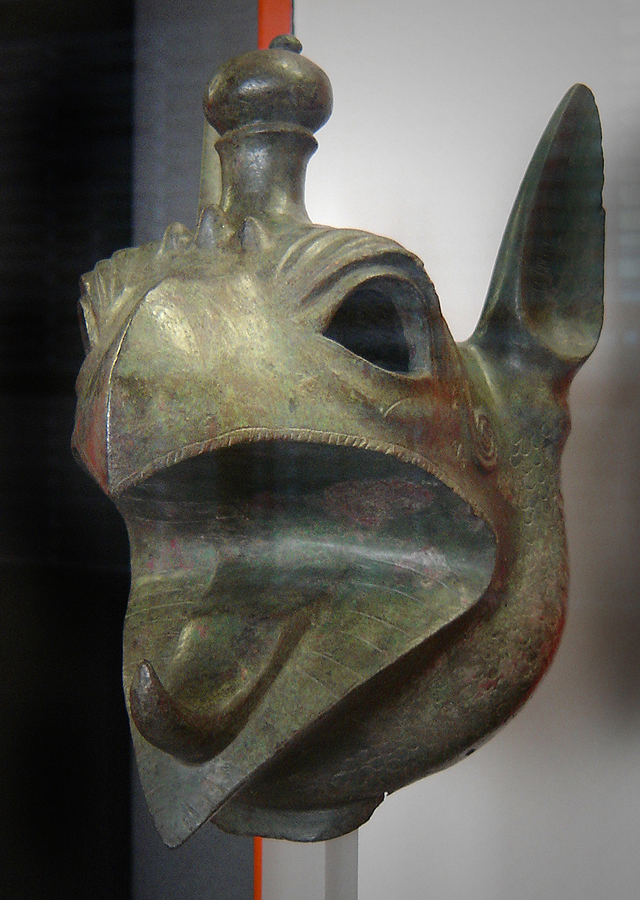
Testa di Grifone in bronzo
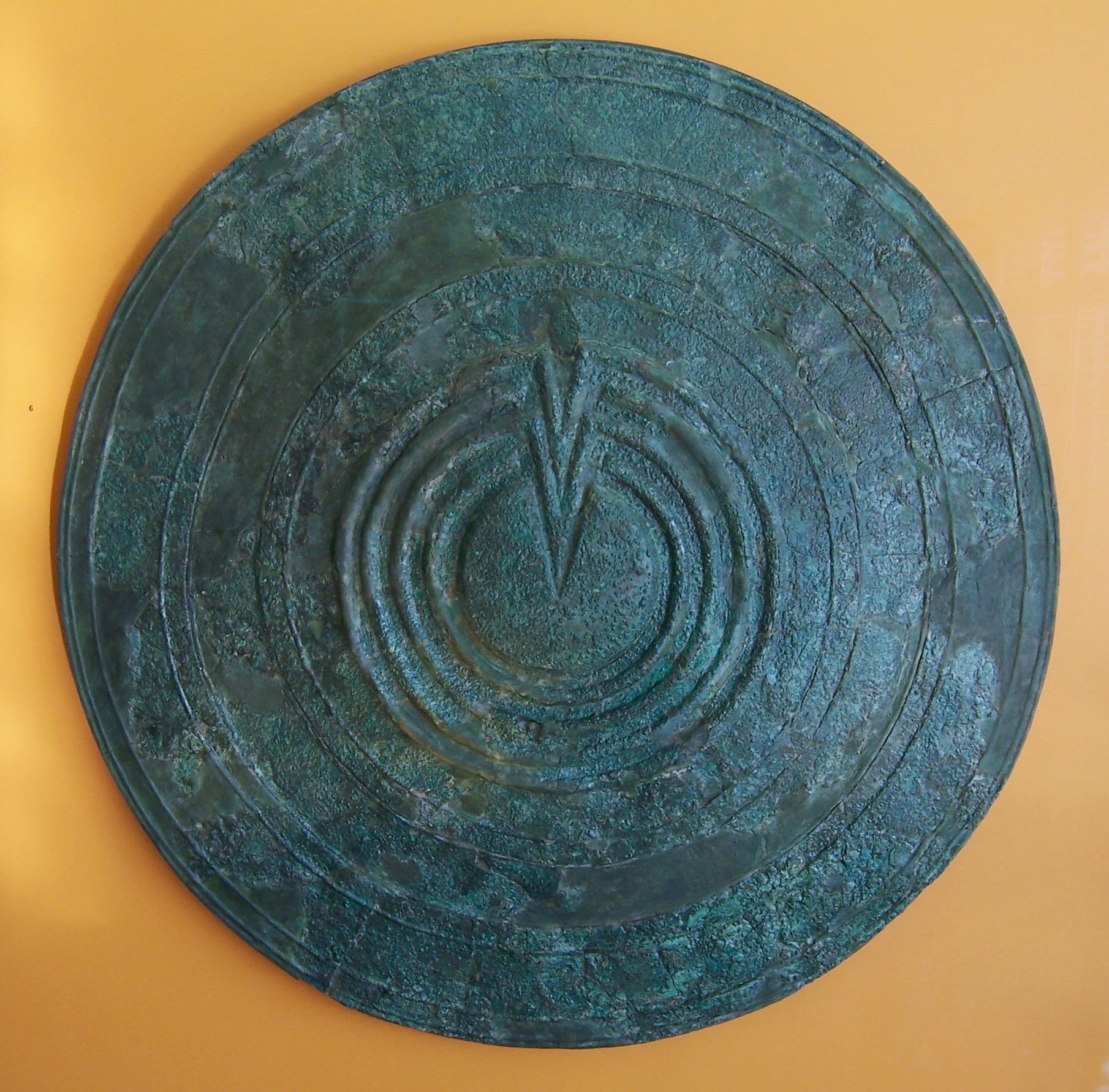
Scudo votivo in bronzo
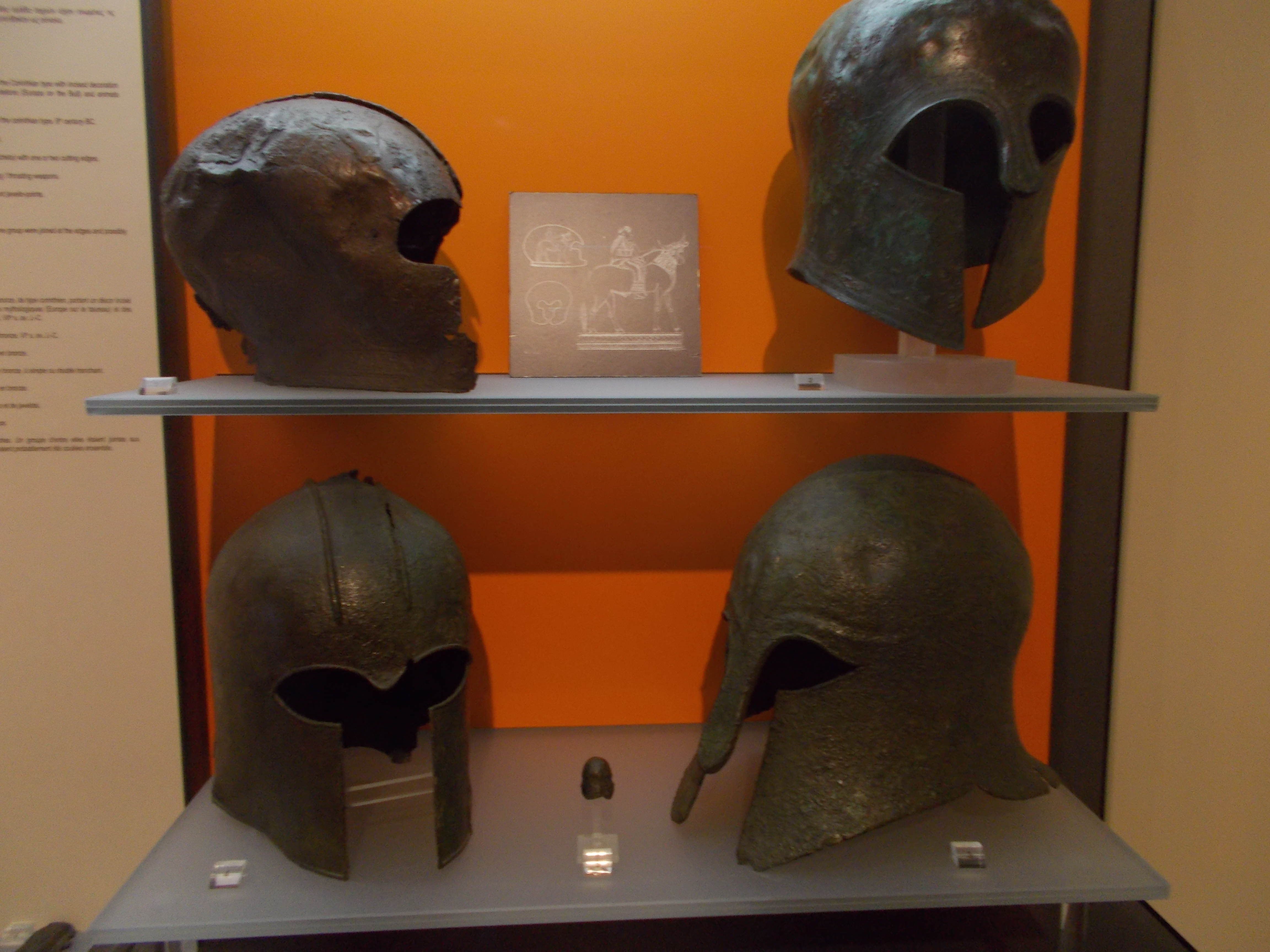
Elmetto in bronzo
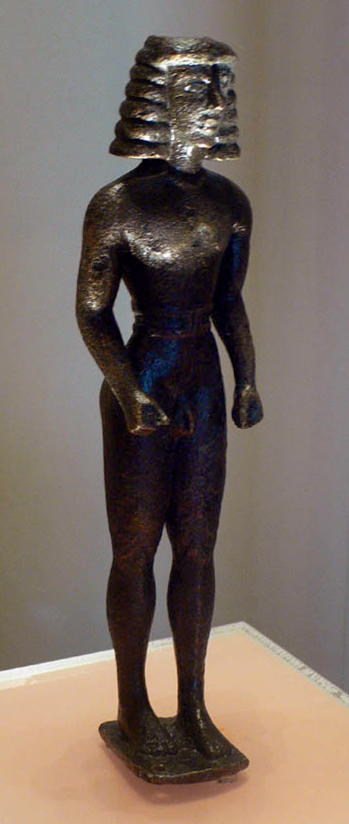
Kouros di stile dedalico, bronzo
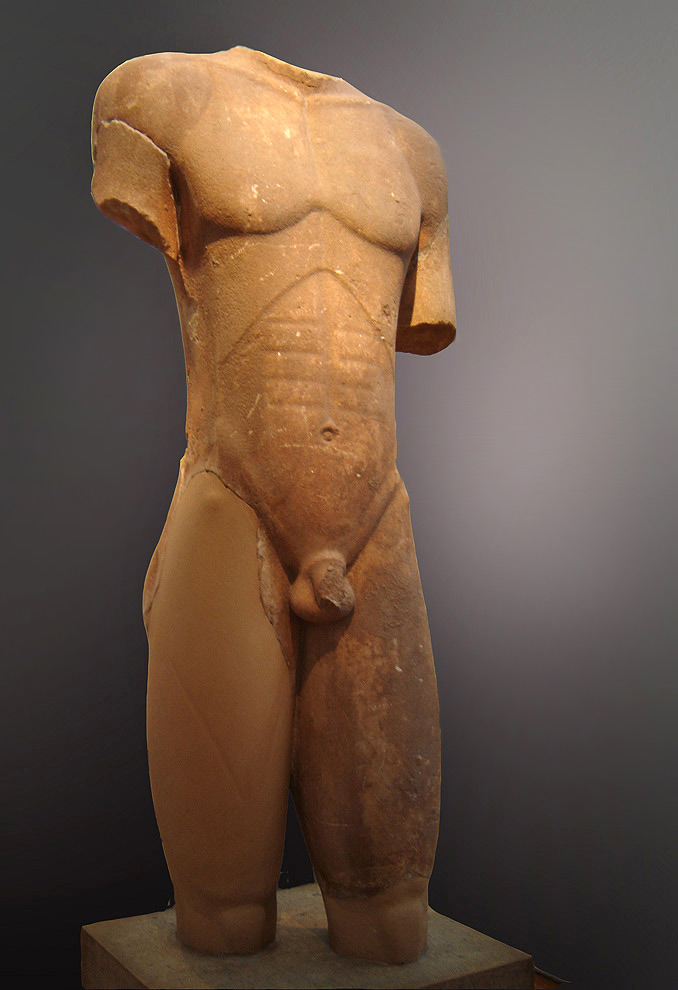
Torso di kouros

### Sala 3
La sala 3 è dominata dai Kouroi di Delfi, statue maschili arcaiche conosciute anche come Cleobi e Bitone, che furono prodotte ad Argo tra il 610 e il 580 a.C. Contiene anche le metope del Tesoro di Sicione. Questi ultimi comprendono quattro metope di pietra porosa giallastra di Sicione, provenienti dal cosiddetto "monopteros". Rappresentano scene della spedizione degli Argonauti, una scena del mito dei Dioscuri che rapiscono i buoi di Arkadi aiutati dai loro cugini, Ida e Linceo, alcune scene della caccia al cinghiale della calidonia e, infine, la scena del rapimento di Europa da parte di Zeus e trasformata in un toro. Alcune statuette bronzee del VI secolo a.C. sono anche esposte nella stessa stanza, tra cui spicca una statuetta di Apollo, realizzata da un laboratorio laconico. Su una delle teche appoggiate al muro è esposta una tegola di bronzo raffigurante una scena dell'Odissea: un uomo, forse Ulisse, legato sotto il ventre di un ariete, potrebbe eventualmente fuggire dalla grotta di Polifemo; un'altra piastrella raffigura Ercole che porta il cinghiale di Erimanto al re Euristeo, che si nasconde in un barattolo, terrorizzato. Infine, vengono visualizzati anche due tesori arcaici; sono fatti di terracotta e sono decorati con rosette e motivi a spirale.

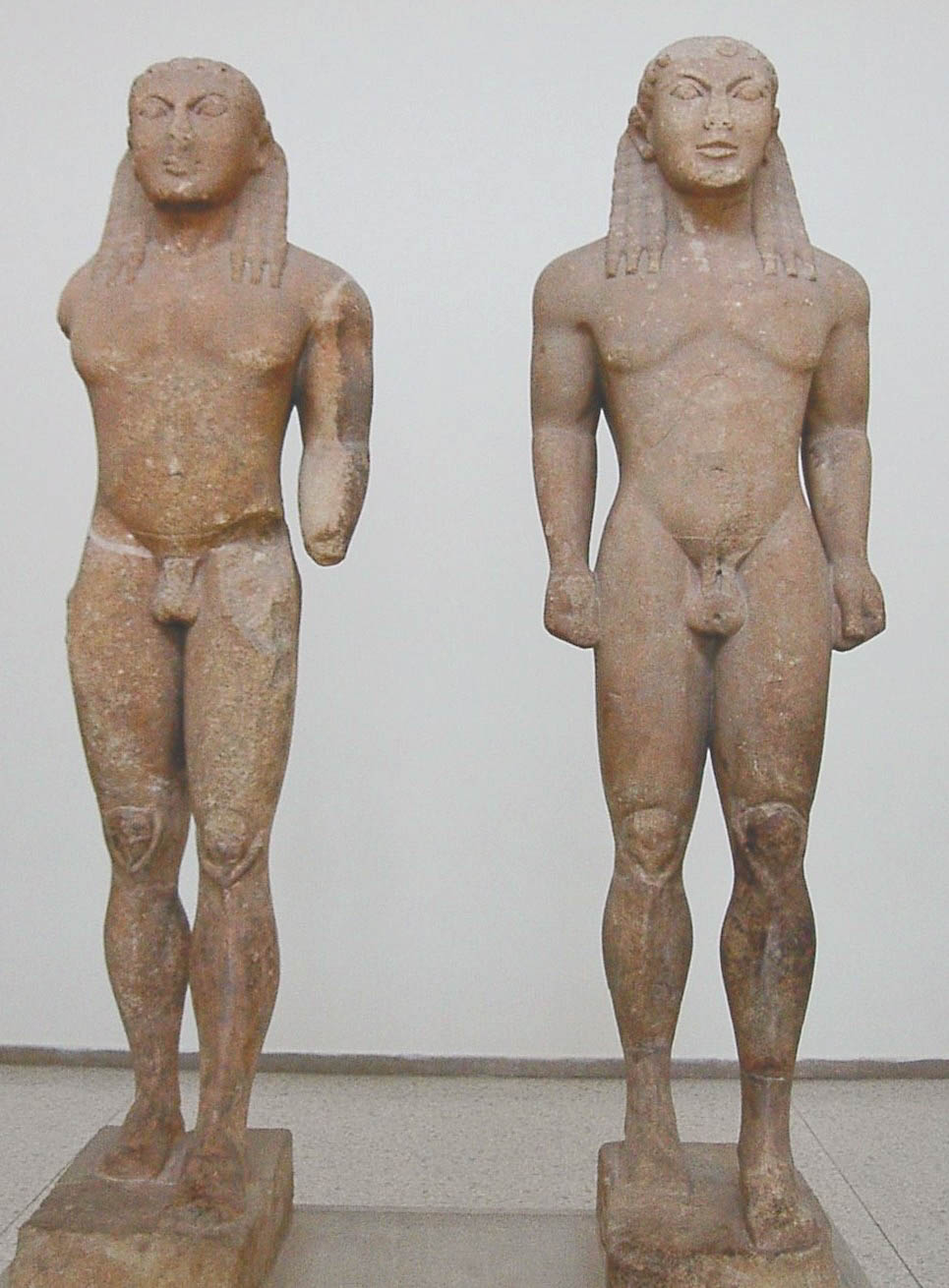
Cleobi e Bitone
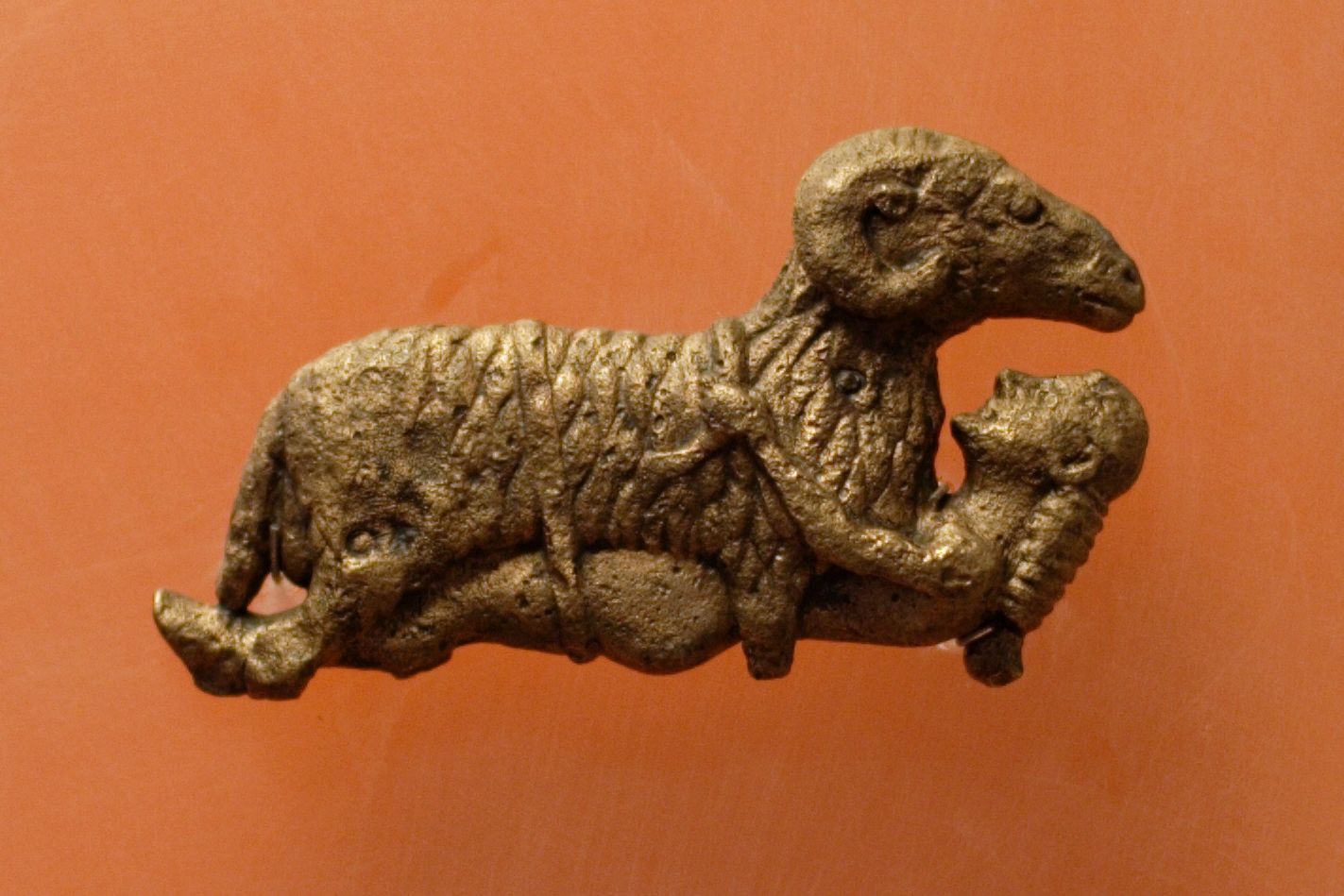
Ulisse sotto il ventre di un ariete.

### Sala 4
Questa sala è dedicata alle preziosissime offerte trovate in una fossa sulla Via Sacra: la statua d'argento di un toro e le statue crisoelefantine che si pensa rappresentino la triade apollinea, cioè Apollo, Artemide e la loro madre, Leto. La stanza ricorda una cassaforte dove ai visitatori è concesso ammirare gli oggetti preziosi.

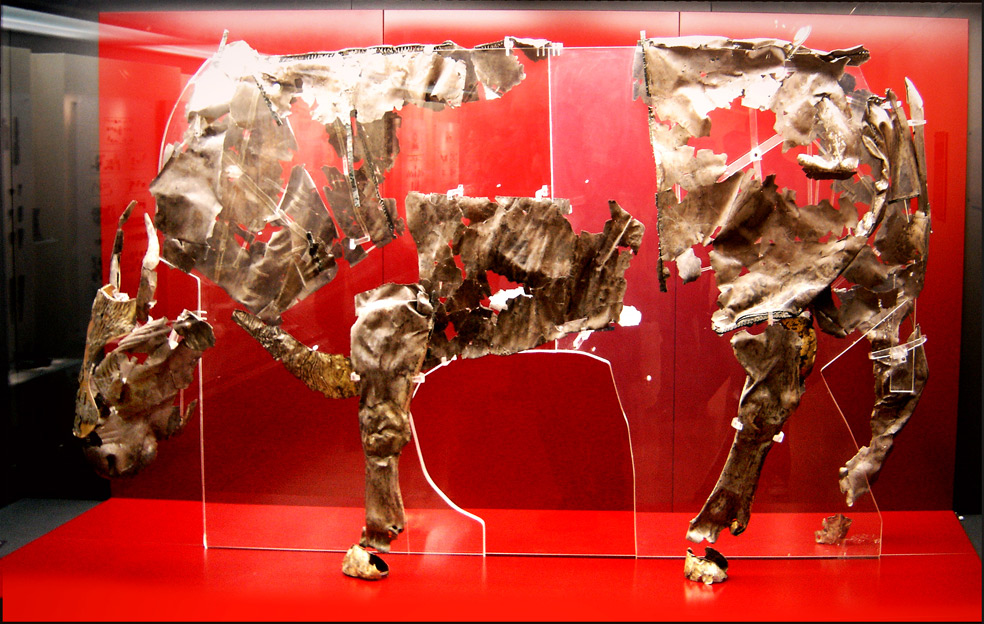
Statua di toro.
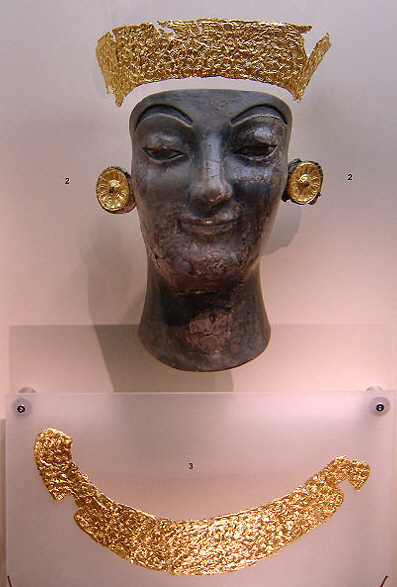
Torso di sculpture crisoelefantina di Artemide.
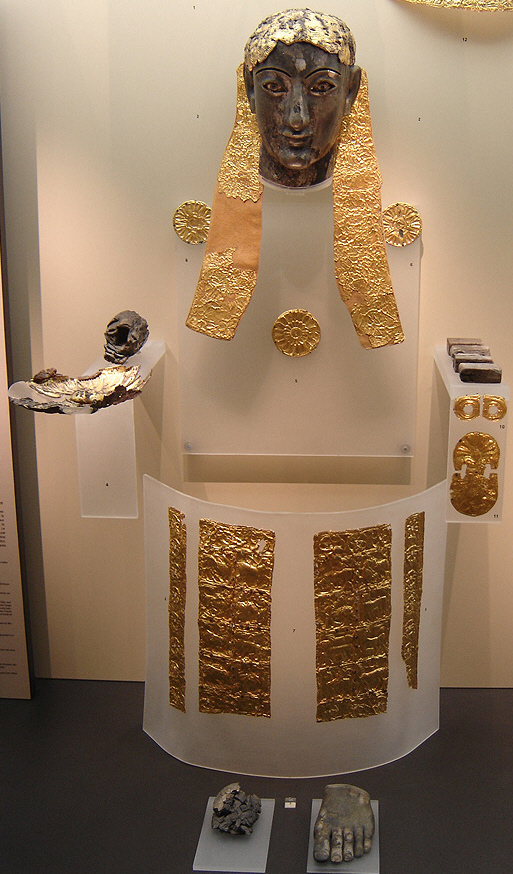
Torso di scultura crisoelefantina di Apollo.
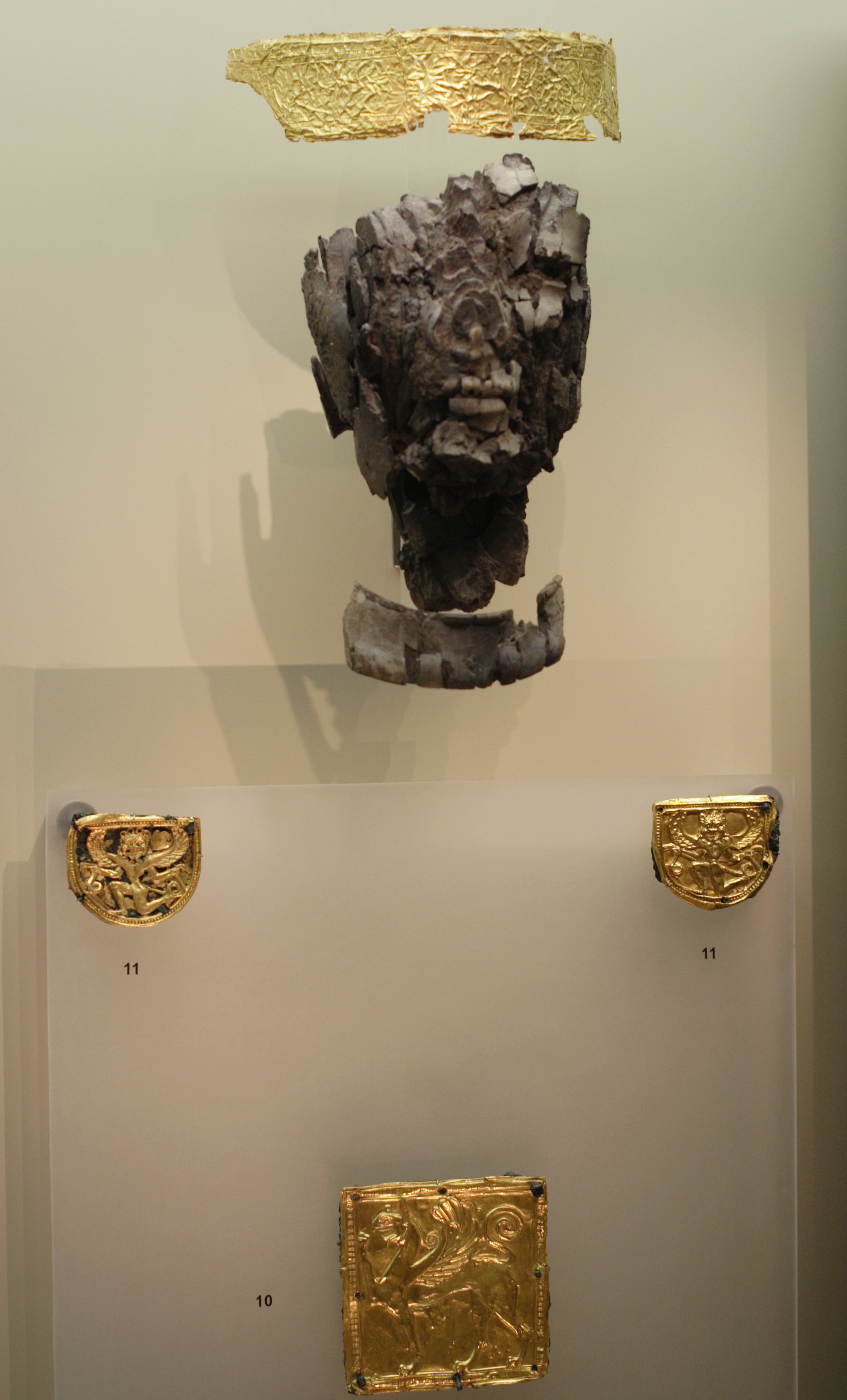
Torso di scultura crisoelefantina di Leto.

### Sala 5
Questa stanza mostra la Sfinge dei Nassi e i fregi del Tesoro dei Sifni. Le parti del tesoro esposte comprendono una delle due Kore, cioè le eleganti figure femminili che sostengono il vestibolo del tesoro, una dei capitelli e parti del fregio. La parte orientale del fregio presenta scene legate alla guerra di Troia, come l’assemblea degli dei, una scena di battaglia di fronte a Troia (fregio orientale), una gigantomachia (fregio settentrionale), il giudizio di Paride (fregio occidentale) e il rapimento di una donna (fregio meridionale), identificato o con il rapimento di Ippodamia da parte di Pelope o con quello delle figlie di Leucippo da parte dei Dioscuri. Sono anche presenti le sculture del frontone del tesoro, raffiguranti lo scontro tra Ercole e Apollo per il possesso del tripode delfico.
Il pezzo più impressionante, tuttavia, è la Sfinge. È un'enorme statua che incoronò una colonna e un capitello ionici, per un totale di 12 metri di altezza. La colonna era vicino agli Halos. La Sfinge fu dedicata dalla città di Naxos, una ricca isola dell'Egeo, nel suo periodo più fasto, cioè tra il 575 e il 560 a.C. Un'iscrizione alla base della colonna rinnova il diritto di "promanteia" per Naxos nel IV secolo a.C.

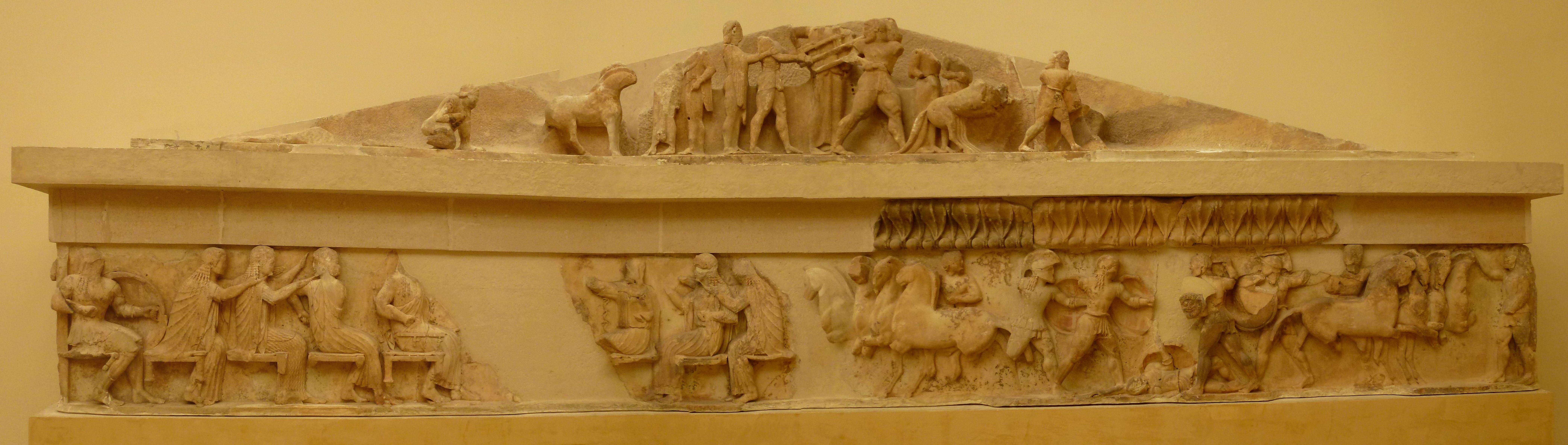
Basamento est del tesoro dei Sifni
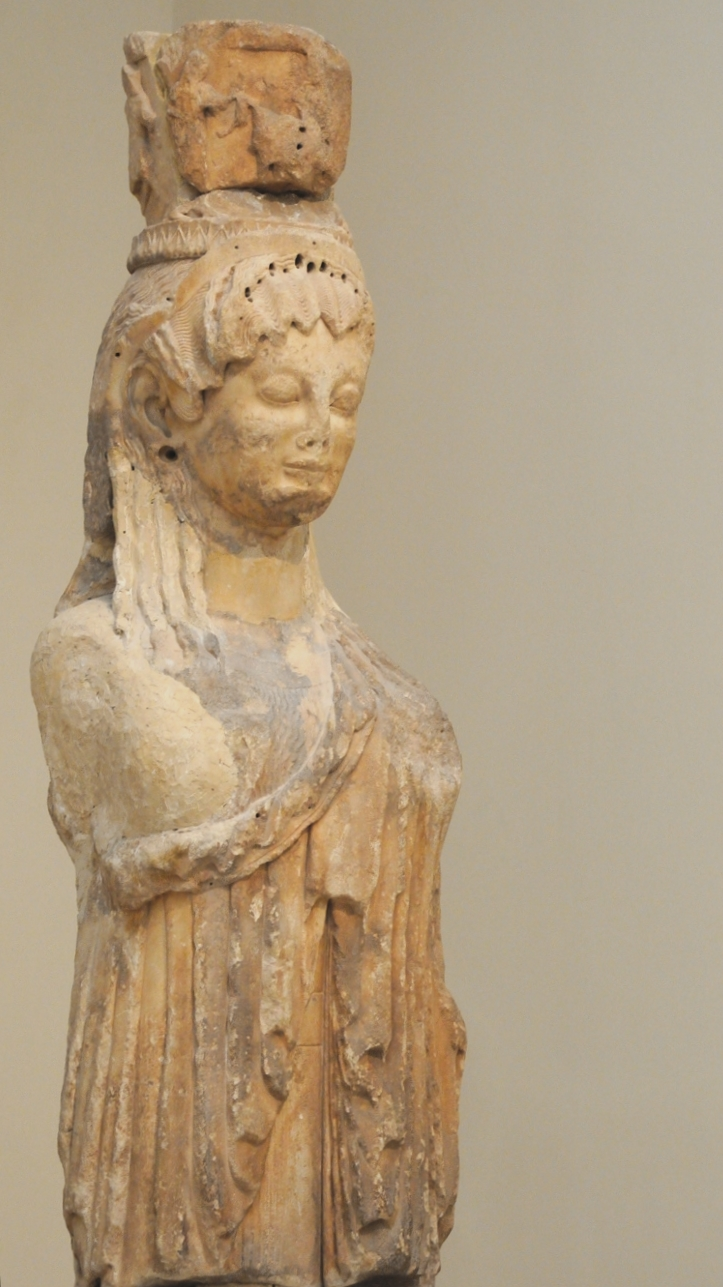
cariatide proveniente dal tesoro dei Sifni
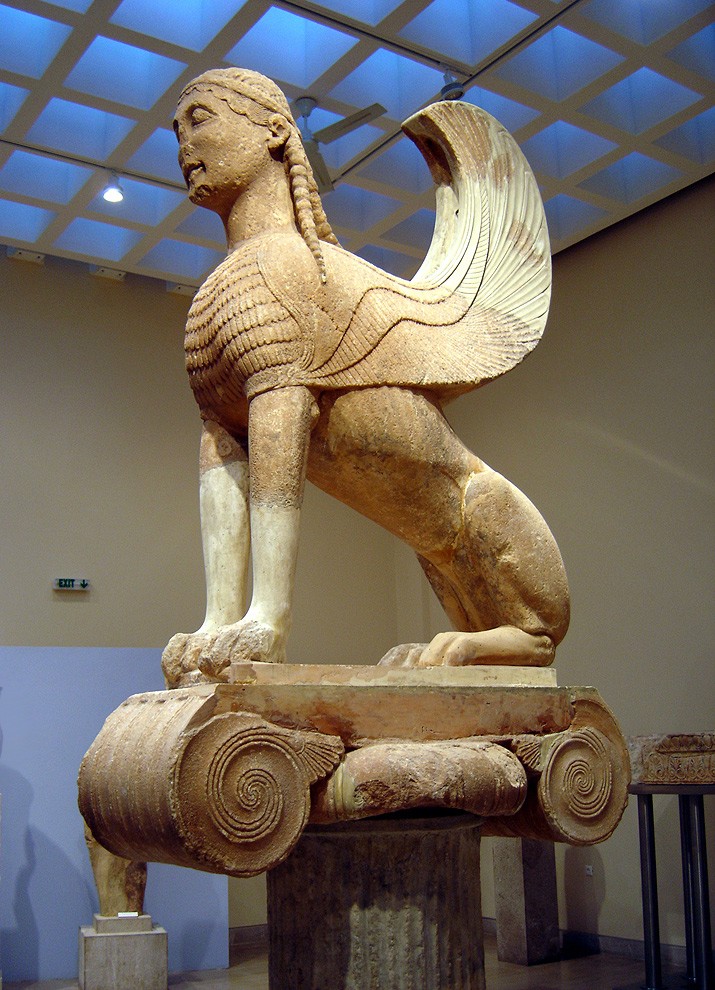
Sfinge dei Nassi
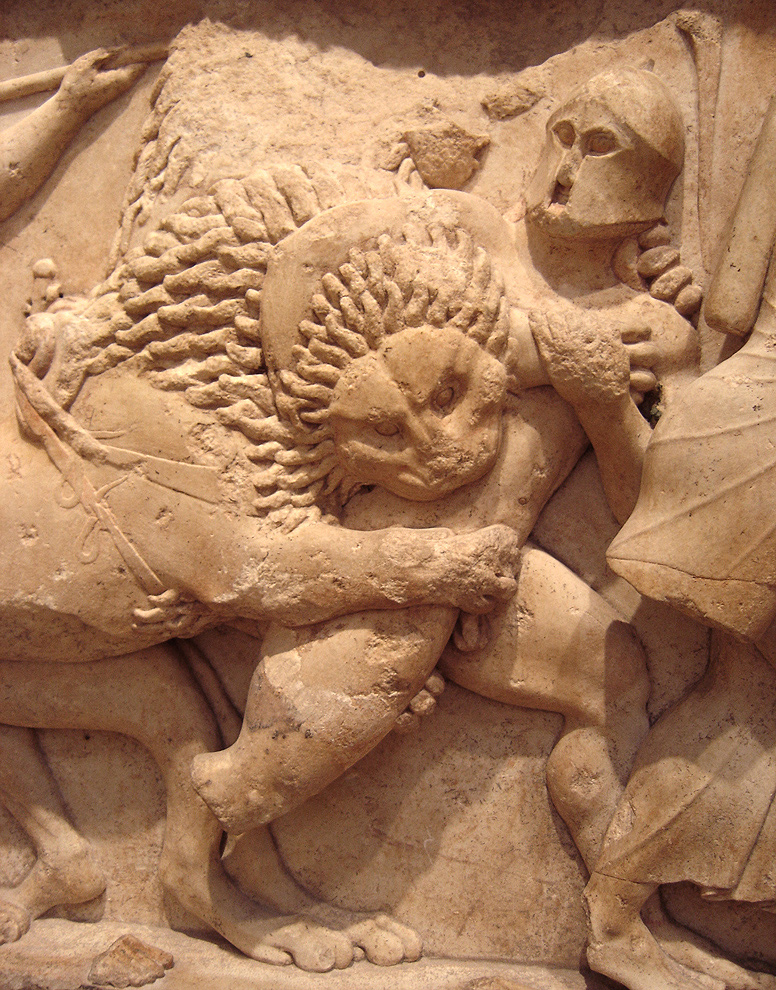
Parte del fregio del tesoro dei Sifni
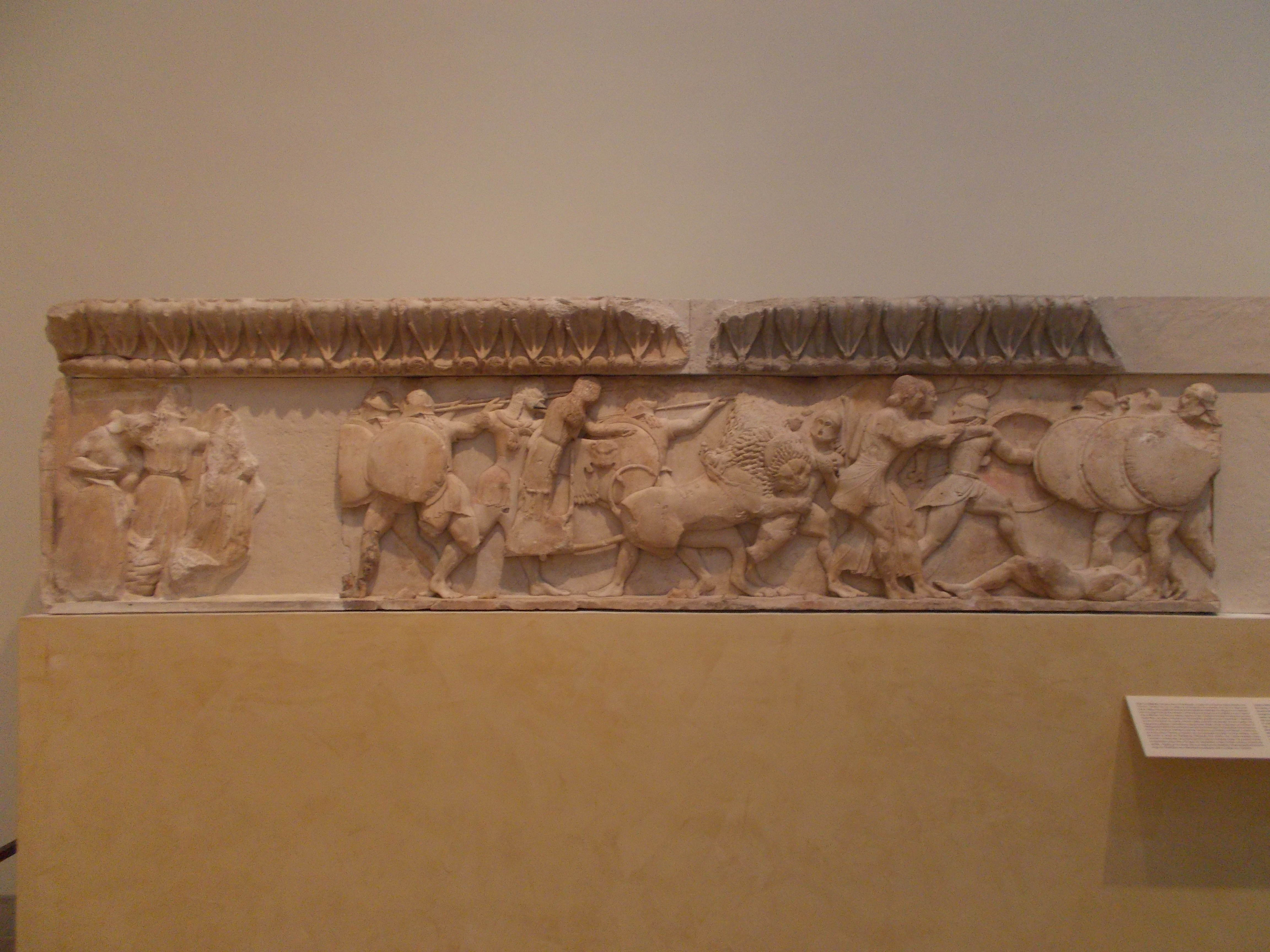
Parte del fregio del tesoro dei Sifni

### Sala 6
Questa stanza contiene le facciate arcaiche e classiche del Tempio di Apollo. Le sculture arcaiche, in marmo pario, comprendono una carrozza con quattro cavalli, che trasportava Apollo. A sinistra della carrozza c'erano tre figure femminili, forse le figlie di Cecrope, re di Atene, e alla destra tre figure maschili. La scena è identificata come l'avvento di Apollo a Delfi. L'acroterio centrale del tempio raffigurava una vittoria (Nike) che correva con il ginocchio sollevato in aria. I due acroteri laterali raffiguravano delle Sfingi. Le sculture del frontone occidentale raffiguravano una gigantomachia. Entrambi i frontoni sono attribuiti allo scultore ateniese Antenore.
Le sculture dei frontoni del tempio del IV secolo erano fatte di marmo pentelico. Sul frontone orientale Apollo era seduto su un treppiede, affiancato da Leto, Artemide e le Muse. Sul frontone occidentale era raffigurato Dioniso, circondato da figure femminili. Entrambi i frontoni sono attribuiti agli scultori Prassitele e Androstene.

Sculture dal Tempio arcaico di Apollo.
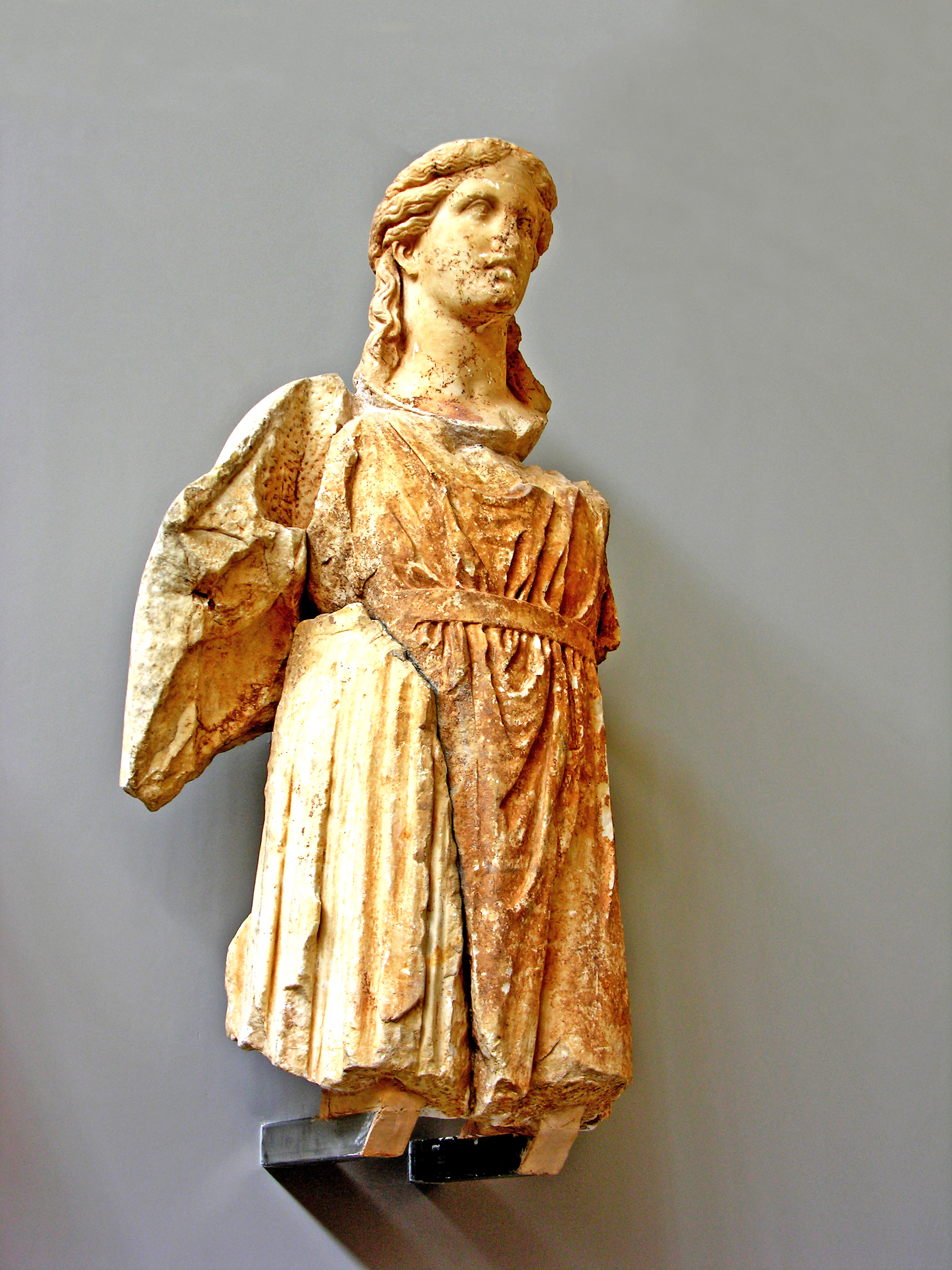
Sculture dal tempio classico di Apollo

### Sale 7 e 8
Queste due stanze contengono oggetti del Tesoro degli Ateniesi; la prima stanza contiene le metope, la seconda contiene acroteria, sculture e iscrizioni pedimentali. I due frontoni del Tesoro degli Ateniesi sono frammentari e rappresentano, apparentemente, l'incontro tra Teseo e Piritoo (frontone orientale) ed Ercole in una scena di battaglia (frontone occidentale). Sono anche conservati ventisette delle trenta metope del tesoro. Portano rappresentazioni ad alto rilievo. Le metope del lato est rappresentano un'amazzonomachia. Le metope del lato sud rappresentano le gesta eroiche di Teseo, come l'uccisione del Minotauro, il toro di Maratona, l'eroe con un'amazzone, l'eroe con la dea Atena, la lotta contro il bandito Cercione e contro Skiron. Sul lato nord sono raffigurate nove azioni eroiche di Ercole, come la lotta contro Gerione, in quattro metope conseguenti, in un insolito stile "narrativo".

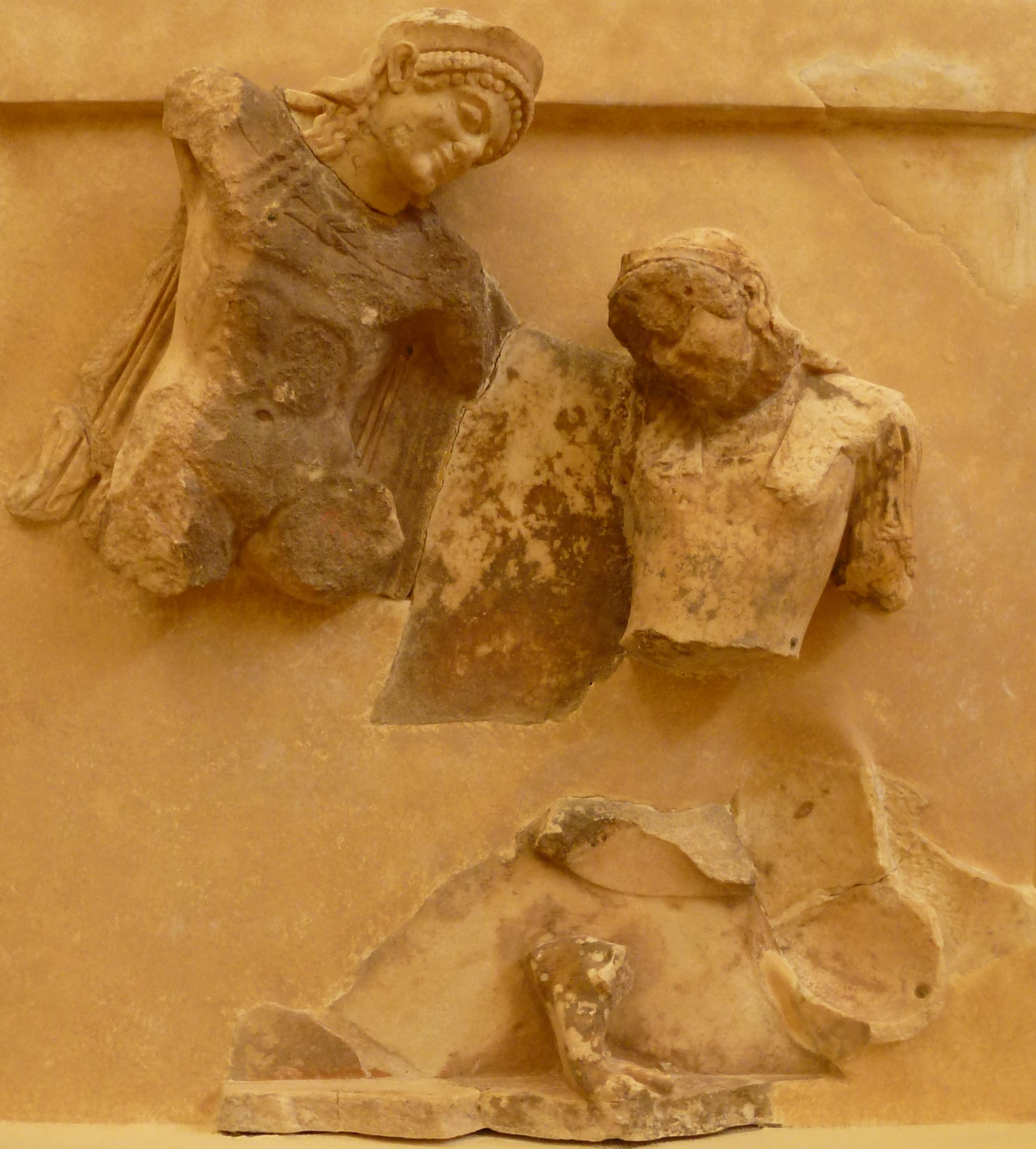
Metopa del Teasoro degli Ateniesi
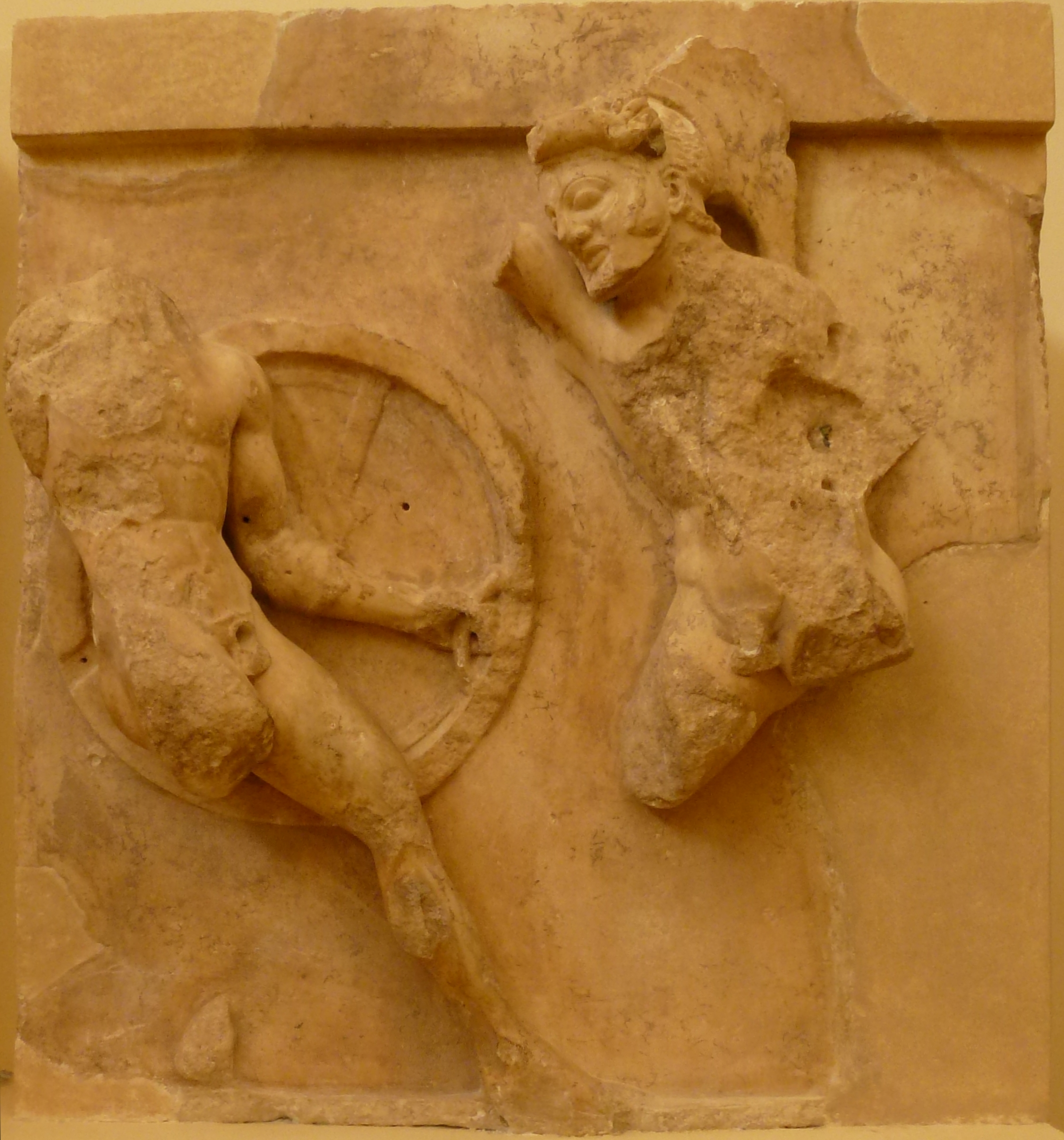
Metopa del Teasoro degli Ateniesi
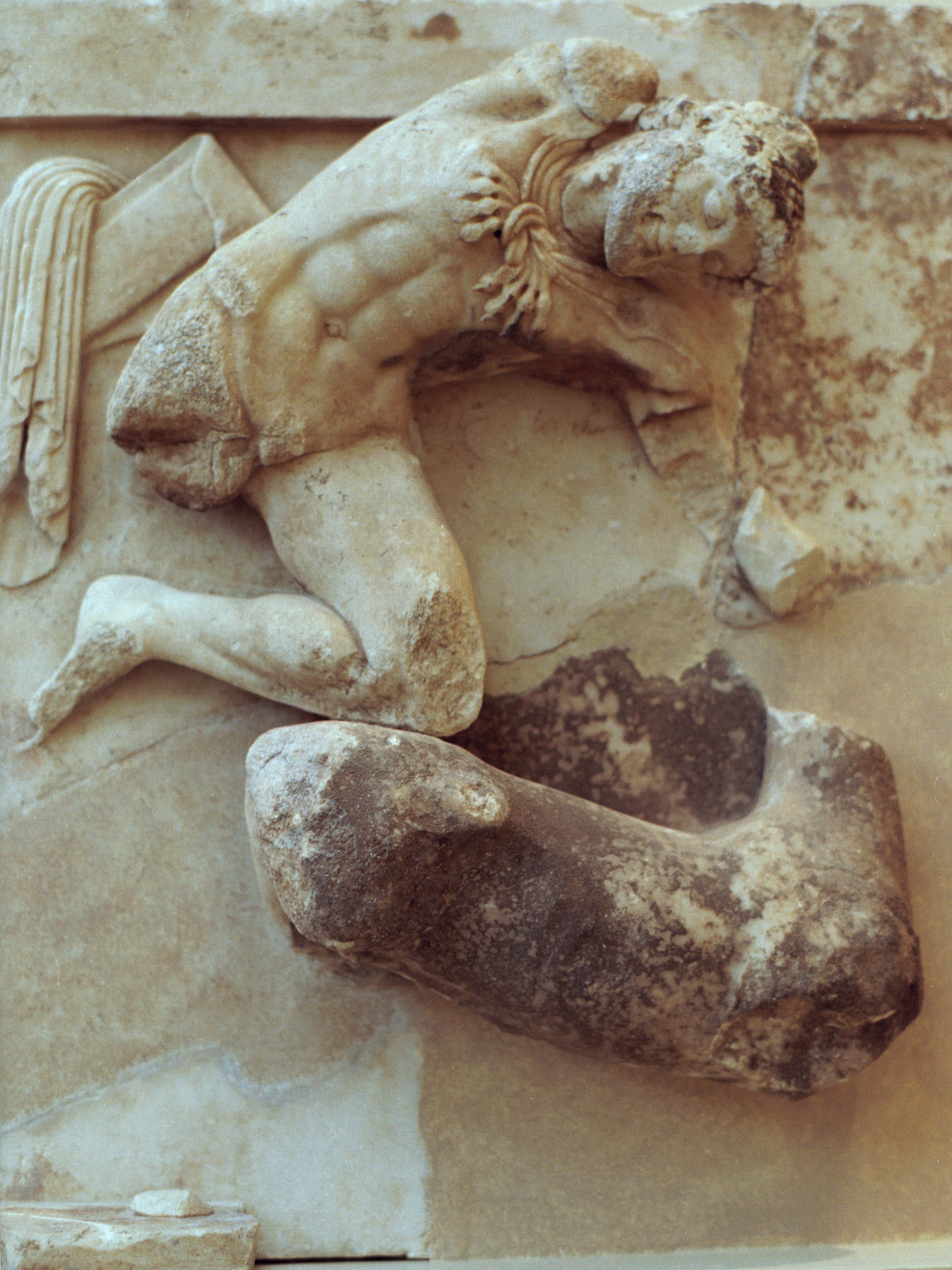
Metopa del Teasoro degli Ateniesi
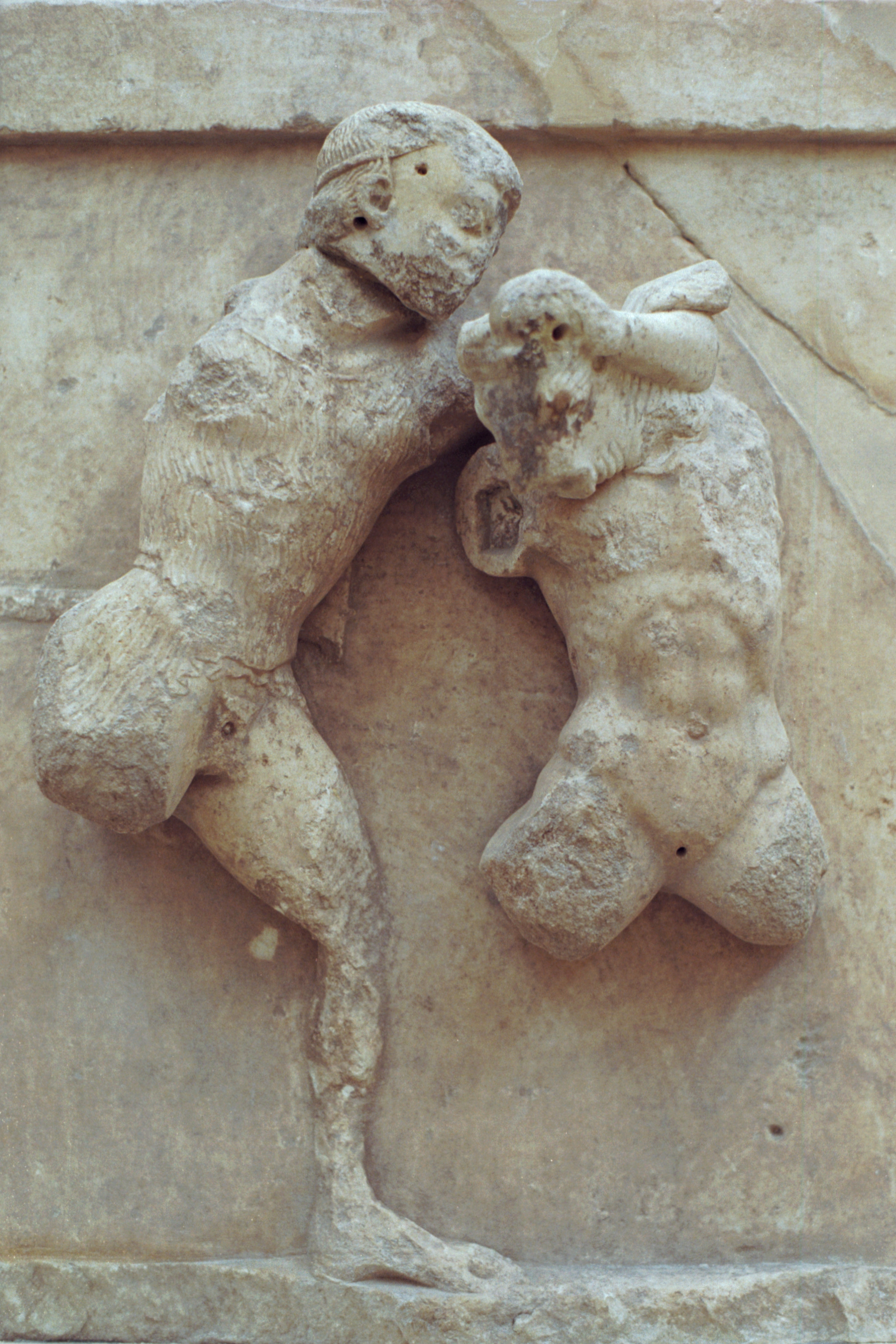
Metopa del Teasoro degli Ateniesi

### Sale 9 e 10
Gli oggetti in queste due stanze provengono dal Tempio di Atena Pronaia. Tra questi spiccano le sculture del tesoro dei massali e del tesoro dorico. Due acroteri sotto forma di figure femminili in corsa sono stati attribuiti al tempio di Atena. Membri architettonici sulla parete nord della stanza come simae, grondaie a forma di testa di leone e acroteria in forma di anthemia, così come parti di acroteria della Nike appartengono anche ai vari edifici del santuario, risalgono al tardo arcaico e ai periodi classici e conserva tracce dei loro colori iniziali. Al centro della stanza vi sono disposizioni autonome, in cui sono esposte tre figurine in bronzo, in particolare una figurina corinzia di un uomo che suona il doppio flauto (460-450 a.C.), due atleti nudi dello stesso periodo e provenienti da una bottega attica e un magnifico bruciatore di incenso in bronzo a forma di "peploforo", una figura femminile che tiene sopra la sua testa un calderone per bruciare l'incenso. Tutte e tre le statuette sono state trovate nel pozzo della Via Sacra insieme alle statue criselefantine e a numerosi altri reperti.
Lungo il lato occidentale è esposta una cassa con figurine in bronzo datate alla prima metà del V secolo a.C., oltre a parti di statue bronzee più grandi. Tra questi spiccano la parte di una gru e la parte di un himation decorata con motivi a meandro con intarsi in rame.
La sala 10, invece, contiene parti del Tholos di Delfi, l'edificio circolare che si staglia nel santuario di Athena Pronaia, datato al primo quarto del IV secolo a.C. Sono state trovate due file di simae con teste di leone e due file di metope. La prima fila di metope decorava il lato esterno e la fila con le figure più piccole apparteneva al lato interno del periptero. La decorazione scolpita era completa con acroteria in forma di donne vestite in peplo fluttuante. Le metope esterne raffiguravano un'amazzonomachia e una Centauromachia. Le sculture della Tholos risalgono al 380-370 a.C. e costituiscono magnifici esemplari di scultura tardo-classica, che ricordano le sculture dell'Asclepeion di Epidauro. Sfortunatamente, molti di loro erano stati danneggiati nella tarda antichità.

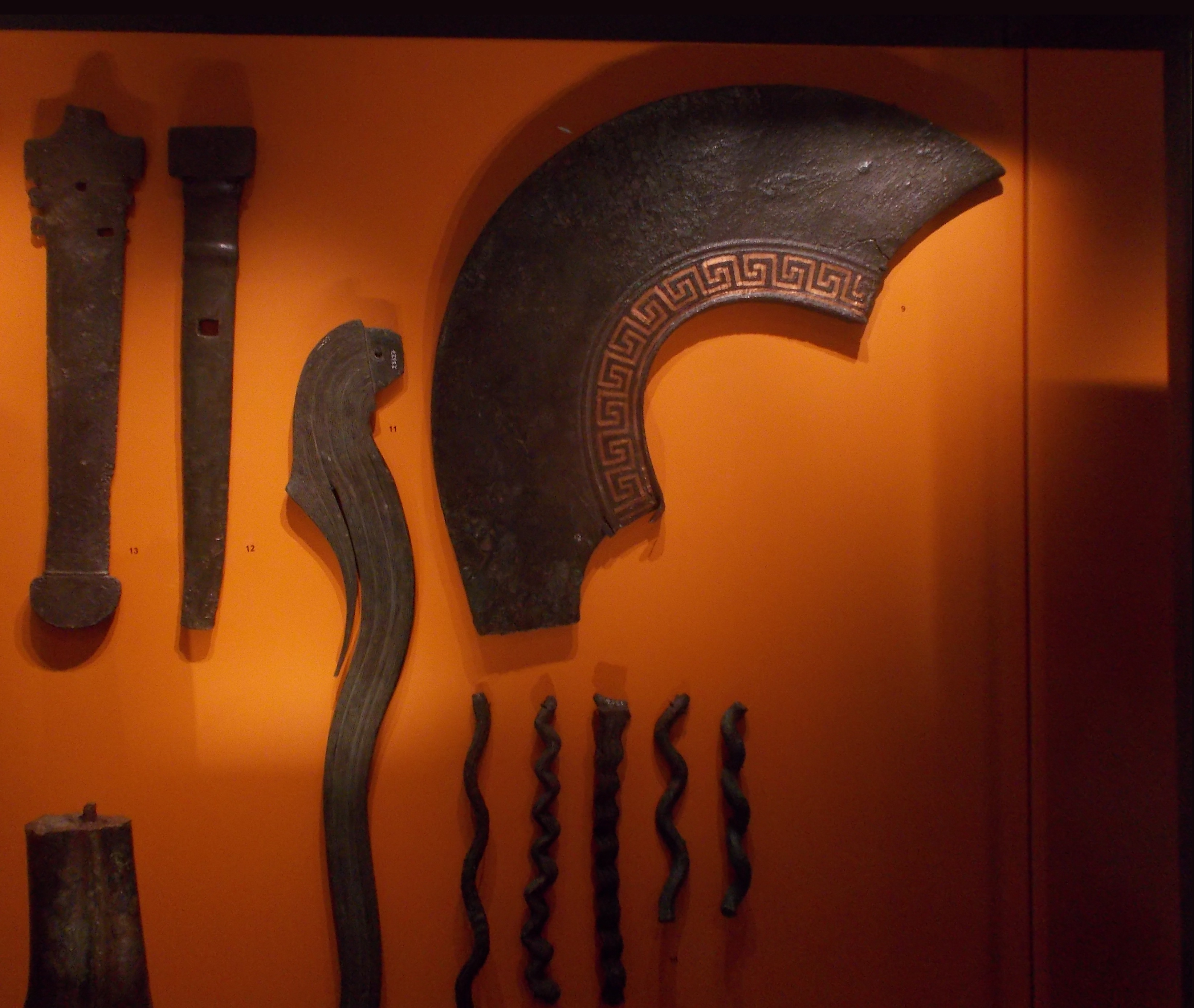
Scultura bronzea del 5 secolo a.C.

### Sala 11
La sala contiene oggetti tardo classici e del primo ellenismo, tra cui i ballerini di Delfi e gli ex voto di Daochos. Daochos II era il tetrarca della Tessaglia tra il 336 e il 332 a.C. L'ex voto consisteva in una base rettangolare lunga 11 metri che recava aperture per sostenere nove statue, scoperte intorno ad essa. Otto delle statue sono state identificate da iscrizioni. Da destra a sinistra erano raffigurati forse un Apollo seduto, accanto a lui Acnonios, ex tetrarca della Tessaglia, con i suoi tre figli, Agias, Telemaco e Agelao, vincitori in vari giochi atletici, poi Daochos I, Daochos II e infine Sisifo II, il figlio di quest'ultimo. Alcune delle figure, almeno, sono state attribuite a Lisippo.
I Ballerini di Delfi d'altra parte, è una colonna identificata a causa dell'iscrizione della sua base. Era dedicata dagli Ateniesi, fatta di marmo pentelico. La colonna terminava in una composizione composta da foglie d'acanto dalle quali scaturivano tre figure femminili con le mani alzate, come se danzassero. Probabilmente aveva un treppiede (non ancora esistente) coronato dall'omphalos esposto anche nella stessa stanza. Tra le altre importanti esposizioni della sala, una statua di Apollo nel tipo Patroos e la statua di un uomo che indossa l'himation, datata al V secolo a.C., e la statua di un uomo anziano con un himation che mostra la spalla destra e il seno scoperto, identificato come sacerdote di Apollo o come filosofo e datato al 280 a.C.

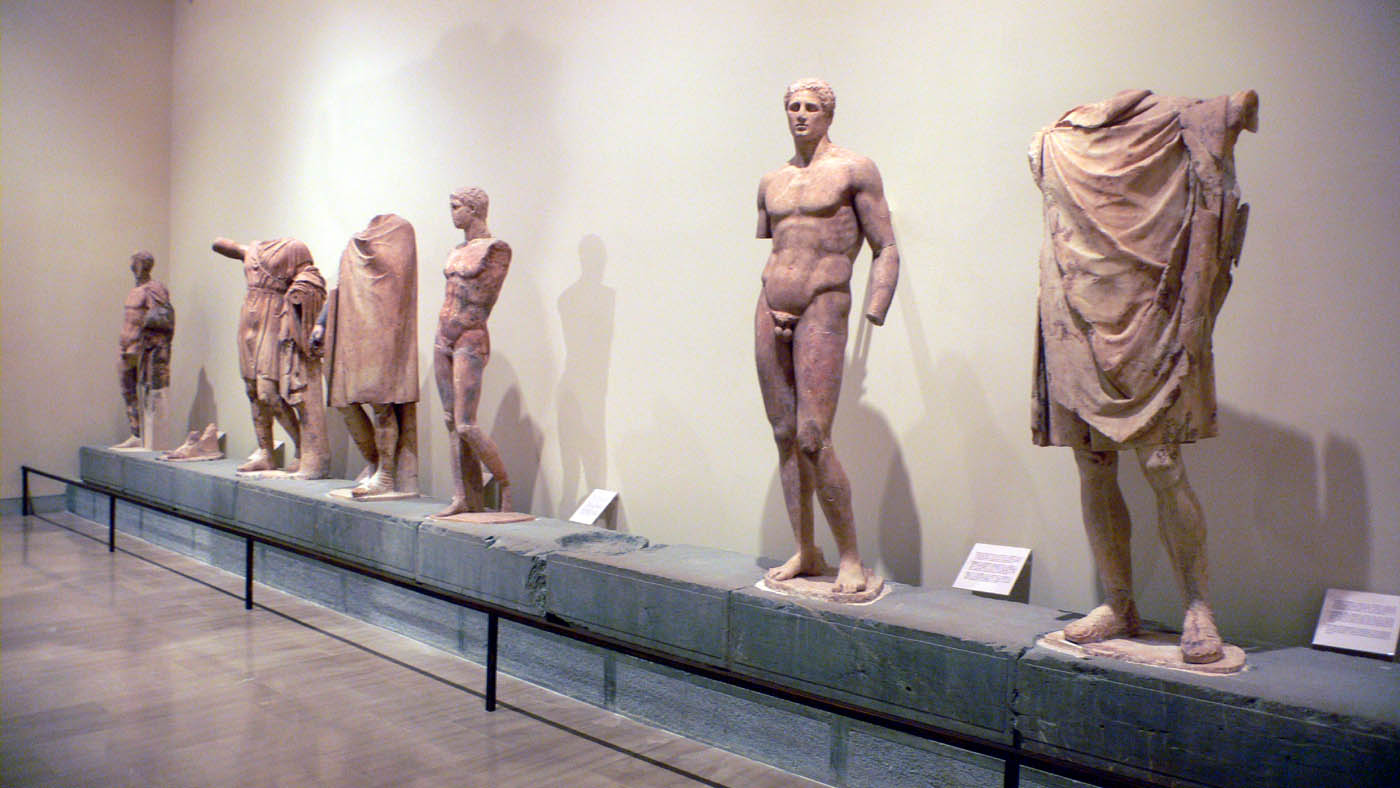
Dedica di Daochos
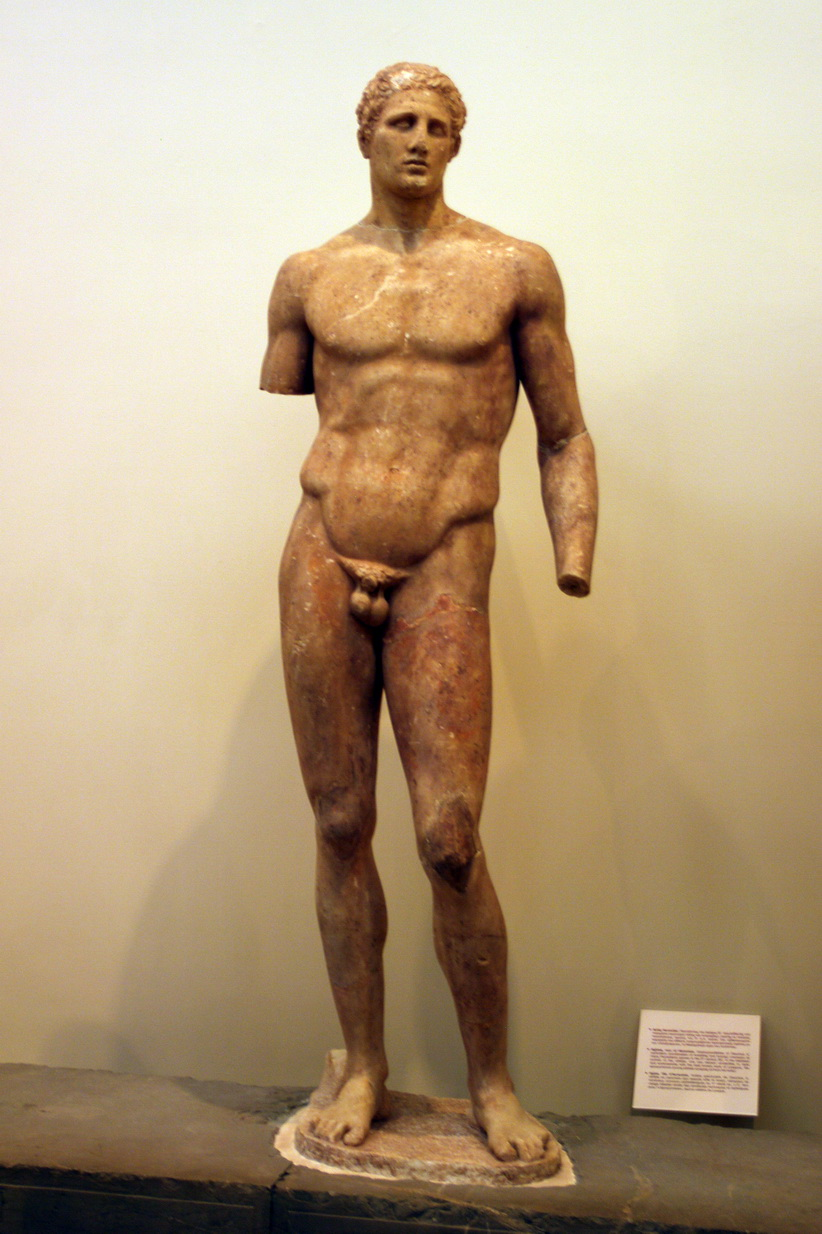
Statua di Agia di Farsala, forse opera di Lisippo o del figlio Euticrate, parte della dedica di Daochos
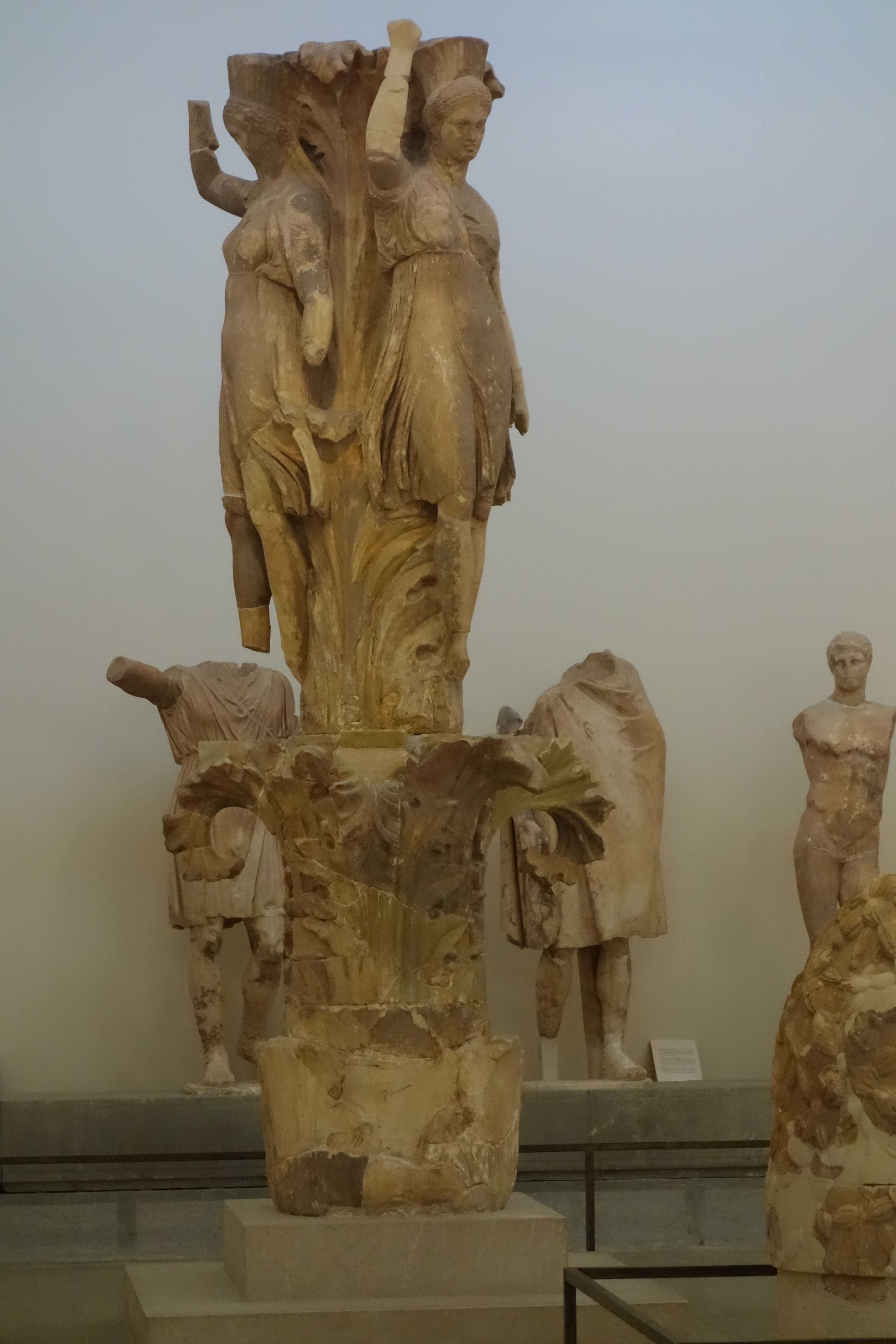
Ballerini di Delfi
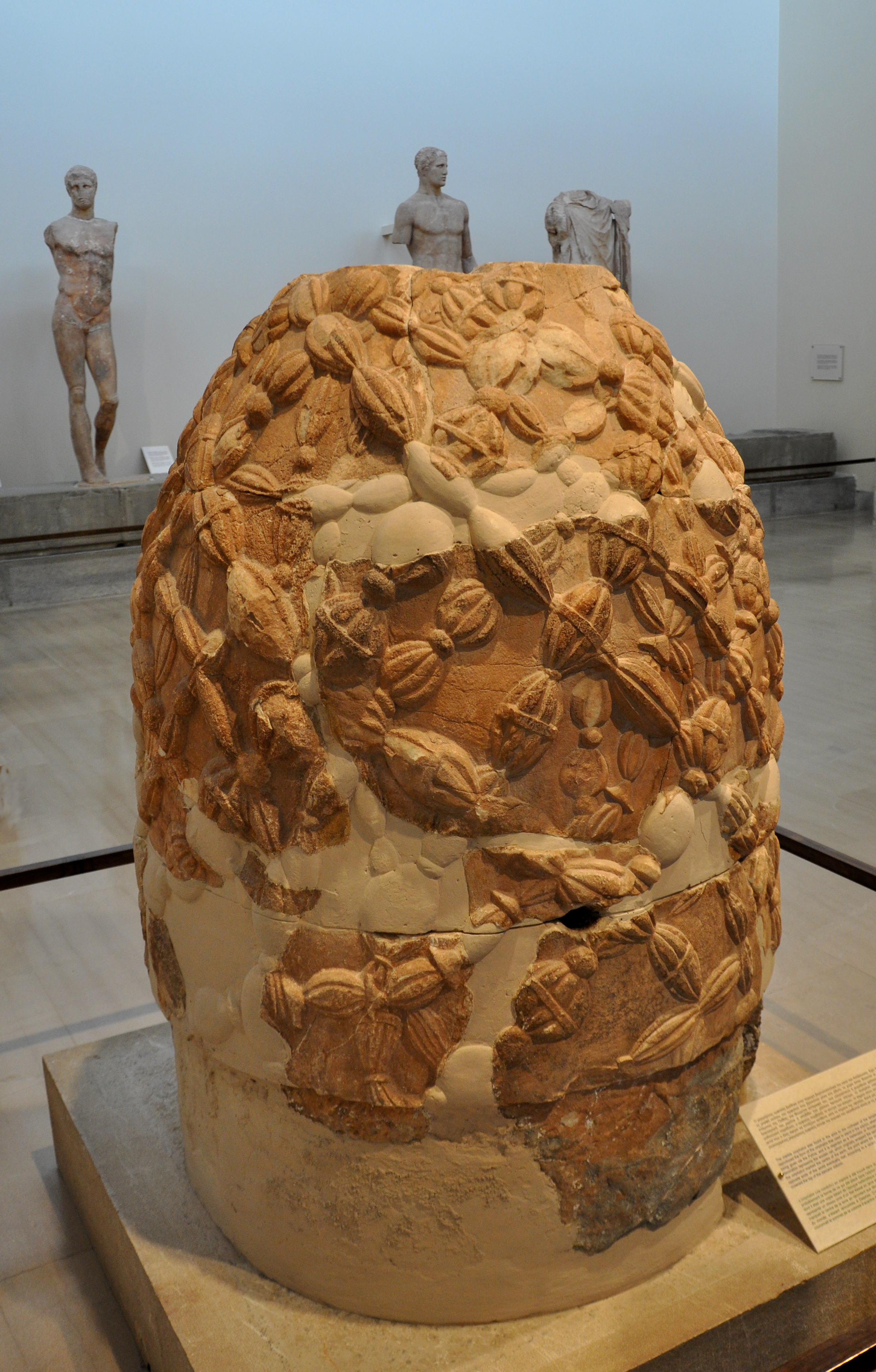
Omphalos

### Sala 12
La sala 12 contiene oggetti tardo-ellenistici e romani, tra cui una famosa statua di Antinoo. L'esposizione principale della statua di Antinoo, protetto dall'imperatore Adriano; è probabilmente uno dei migliori esemplari delle raffigurazioni del giovane che furono eretti in tutto l'Impero Romano dopo la sua prematura scomparsa per ordine dell'imperatore. Vicino ad Antinoo si erge una testa di uomo che probabilmente raffigura Tito Quinzio Flaminino, il generale romano che conquistò Delfi nel 198 a.C. Al centro della stanza si trova un altare rotondo in marmo pentelico proveniente dal Santuario di Atena Pronaia. È decorato a tre bande con cima e astragalo e dodici figure femminili. Risale al II secolo a.C. Un'altra importante opera esposta è il piedistallo con il fregio in rilievo che costituisce il Monumento a Emilio Paolo.
Lungo il lato sud della sala sono esposte parti del fregio romano che decorano il teatro. Consistono in raffigurazioni di scene della vita e delle azioni di Ercole, come il giardino delle Esperidi, Cerbero, il leone di Nemea, un Centauro, Anteo, la cintura di Ippolito, i cavalli di Diomede, ecc.

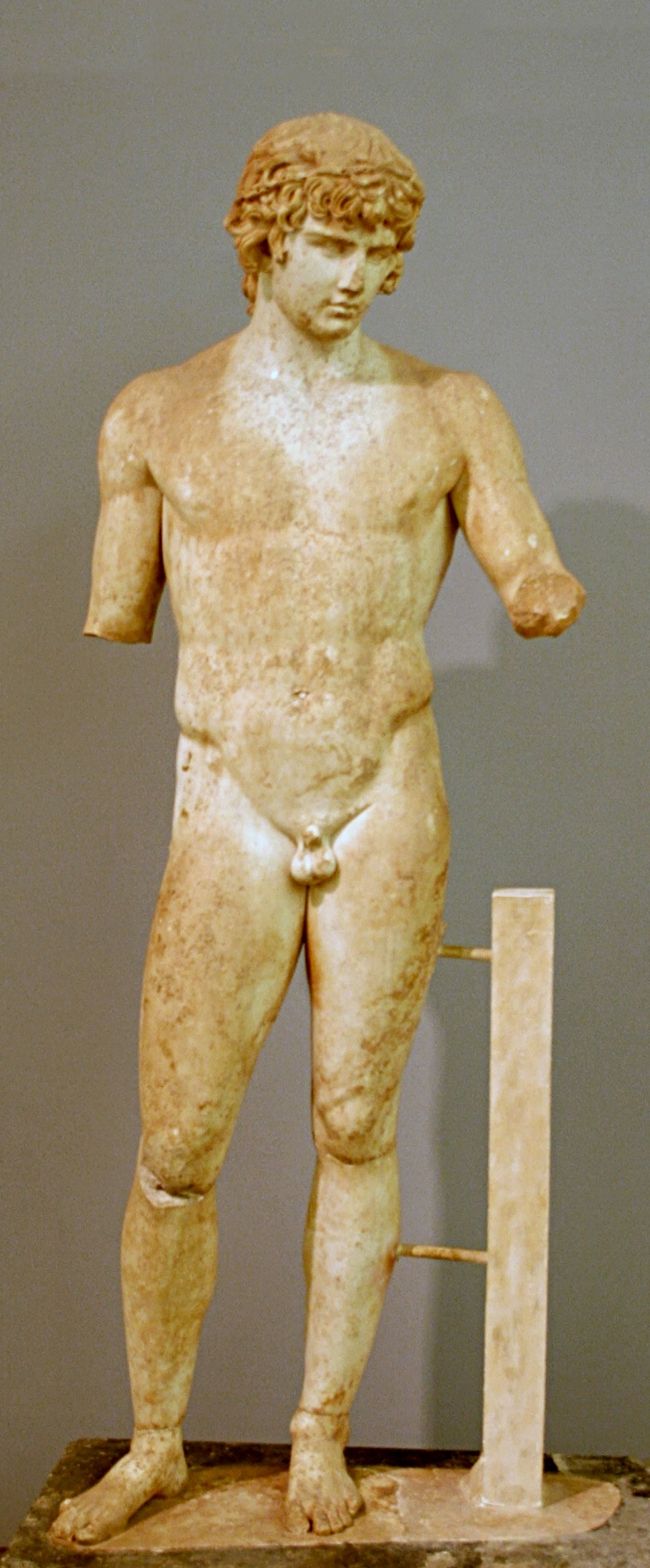
Statua di Antinoo, marmo pario, epoca di Adriano
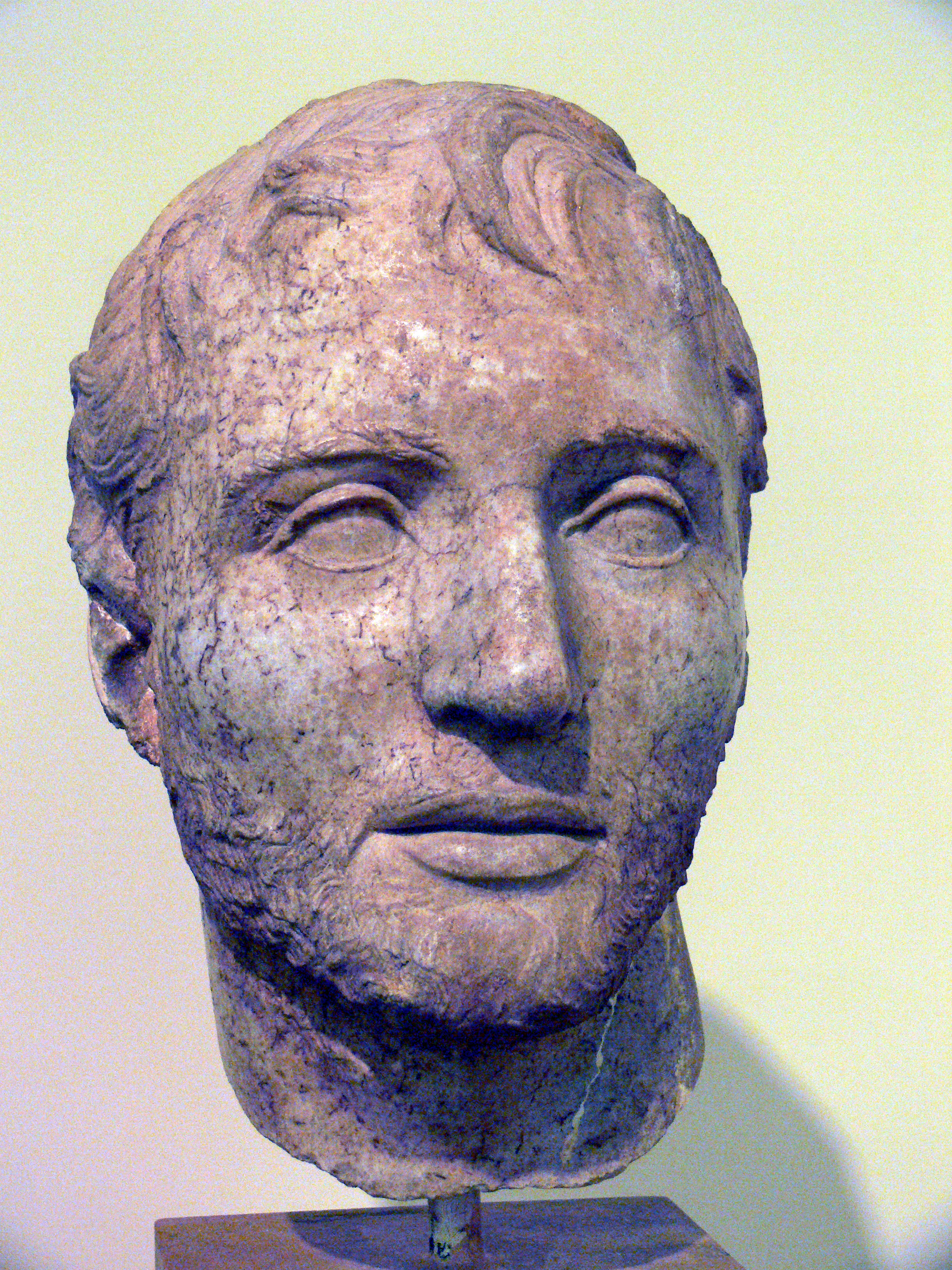
Busto del console romano Tito Quinzio Flaminino
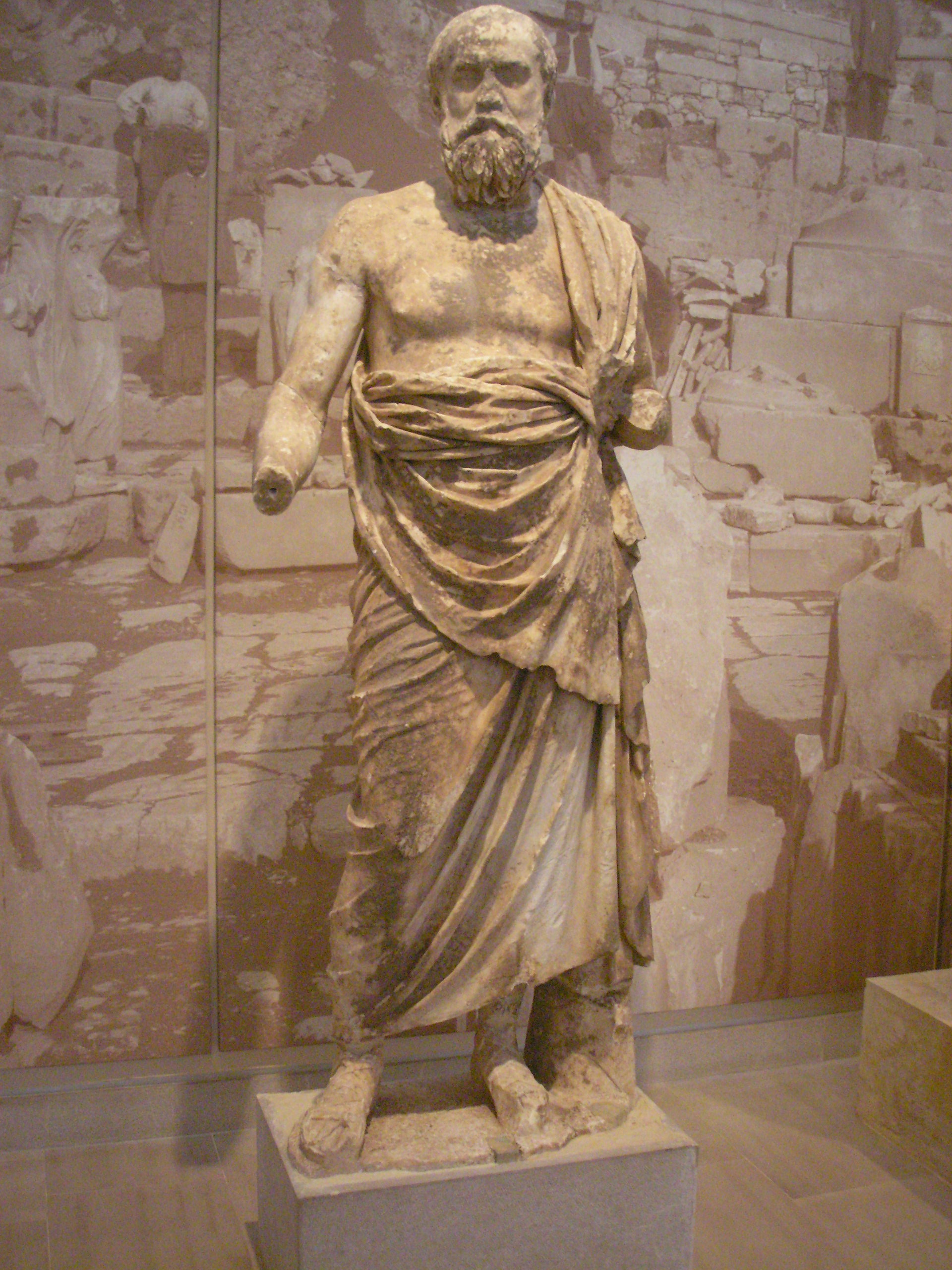
Statua di un filosofo, Plutarco o Platone

### Sala 13
Questa è la stanza dell'Auriga. La statua costituiva uno dei migliori esemplari di scultura in bronzo del V secolo, dal cosiddetto stile austero. Apparteneva a un complesso più grande tra cui il carro, i cavalli e forse un ragazzo stabile.

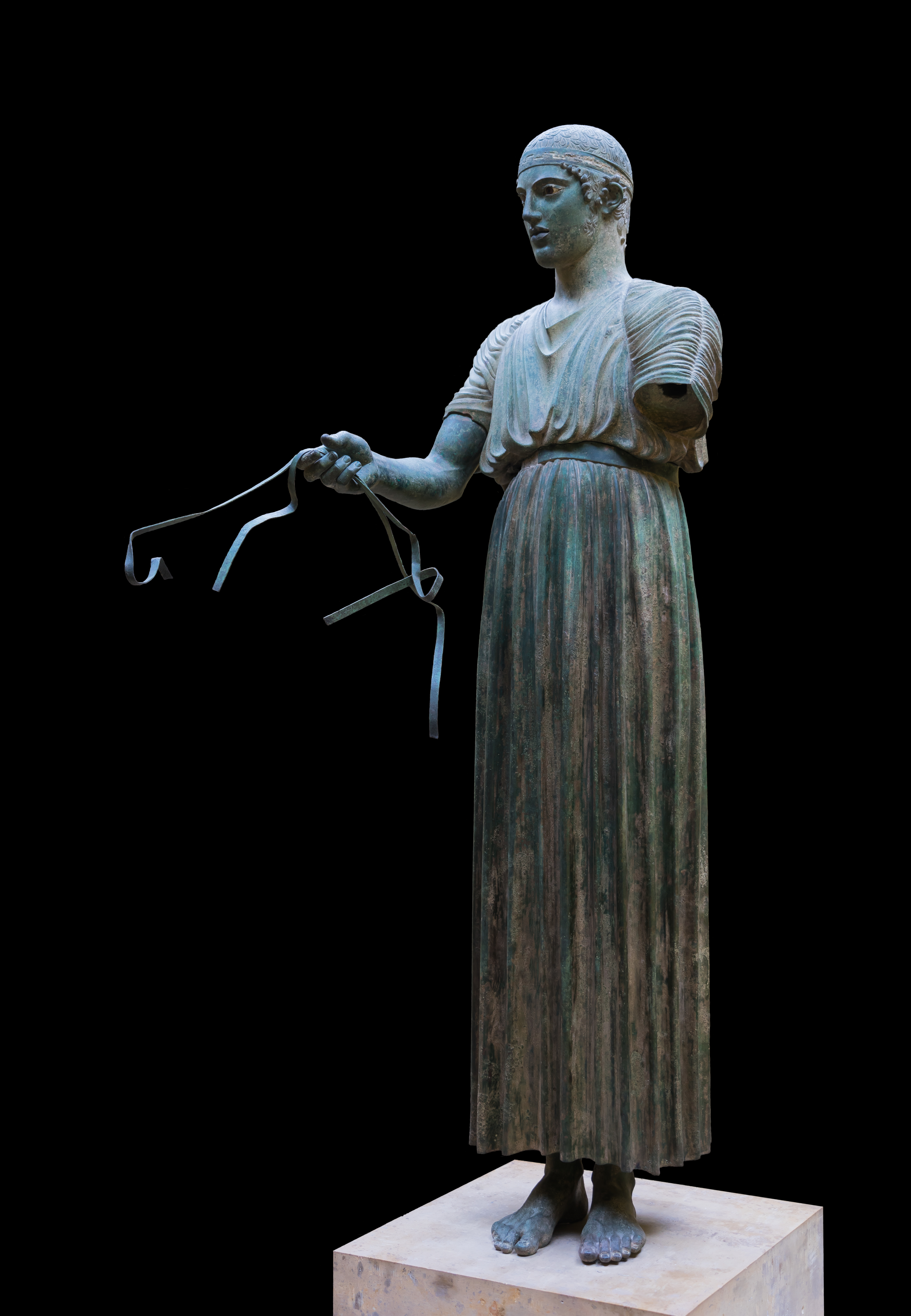
Auriga di Delfi
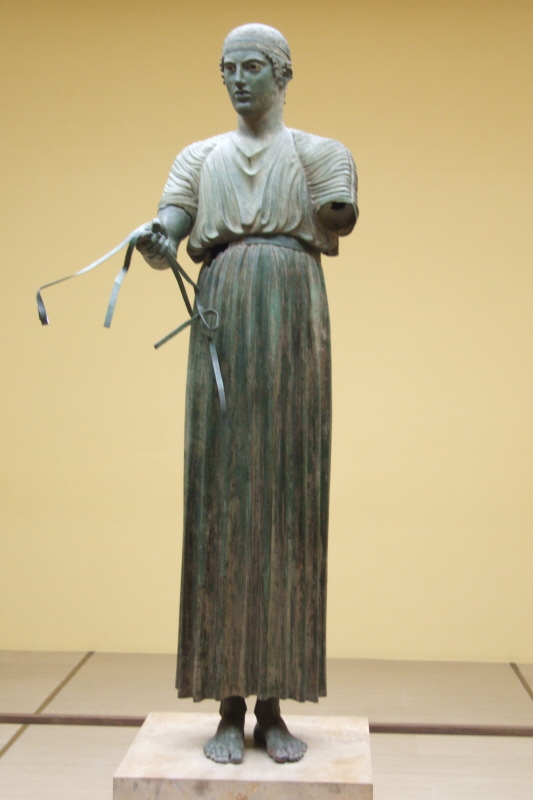
Auriga di Delfi, bronzo, 475 a.C.,
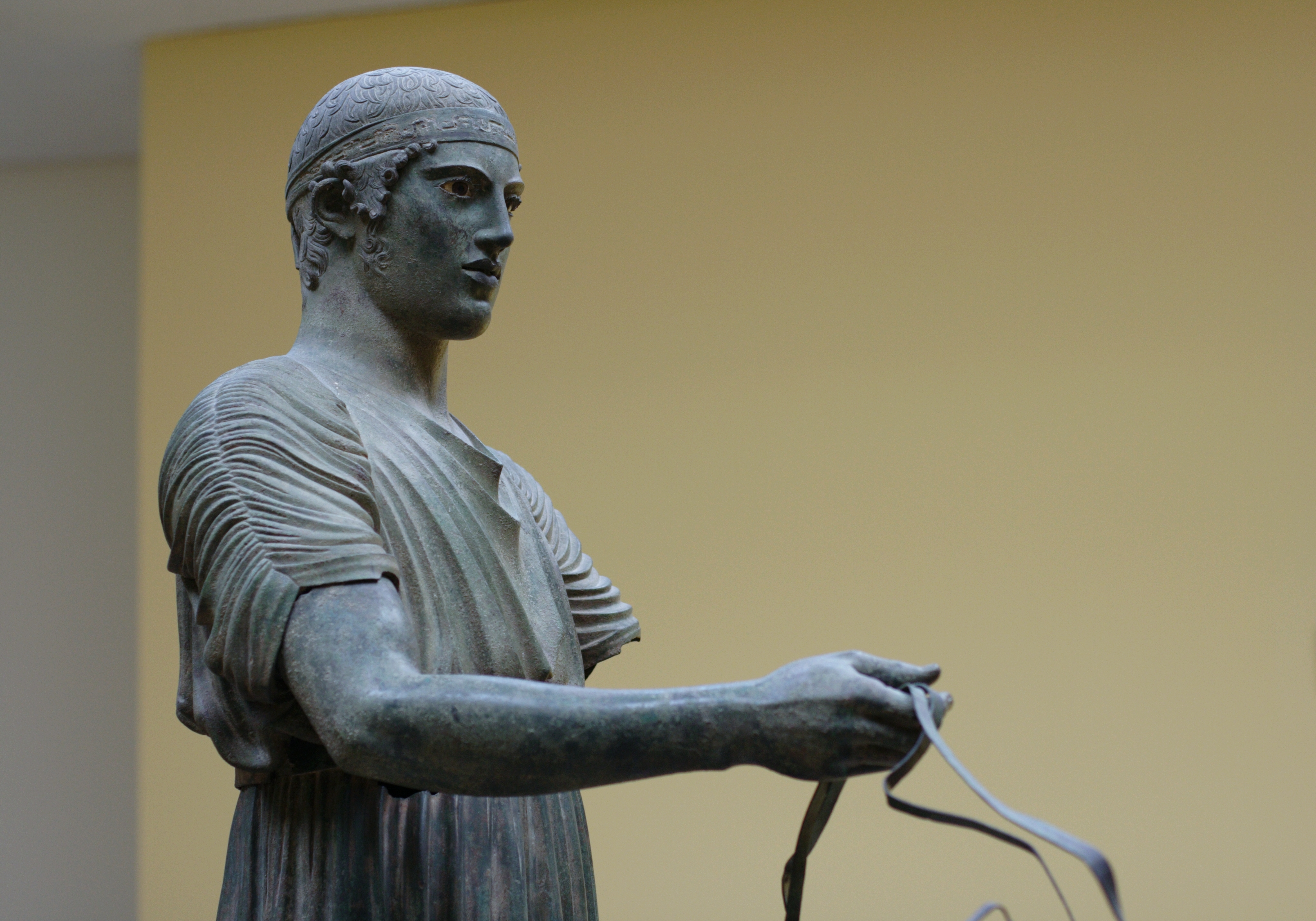
Scultura in stile severo.

### Sala 14
Quest'ultima stanza è dedicata agli ultimi anni del santuario. Sono esposte tre teste di marmo: una testa di ercole databile probabilmente al I secolo d.C., la testa di un filosofo della tarda antichità, datata al IV secolo d.C. e una testa di un prete o filosofo del II secolo d.C. In passato era stato identificato come una testa di Plutarco. Una stele ermetica vicina porta un'iscrizione dedicatoria a Plutarco che probabilmente conteneva una statua principale dell'autore antico, ma quest'ultima non è stata conservata.

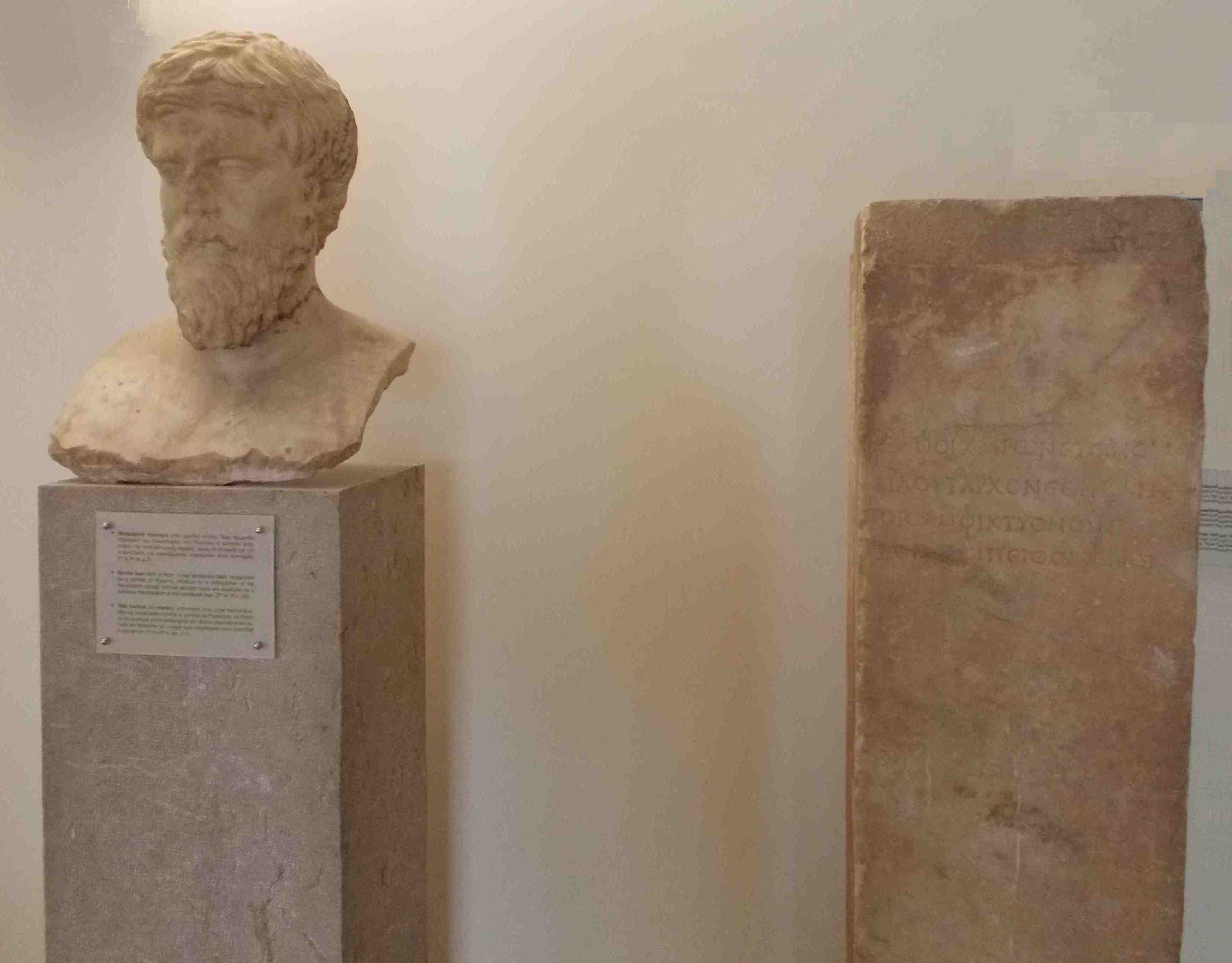
Testa di un filosofo, che si dice sia Plutarco (a sinistra). Erma votiva con il busto di Plutarco (a destra).
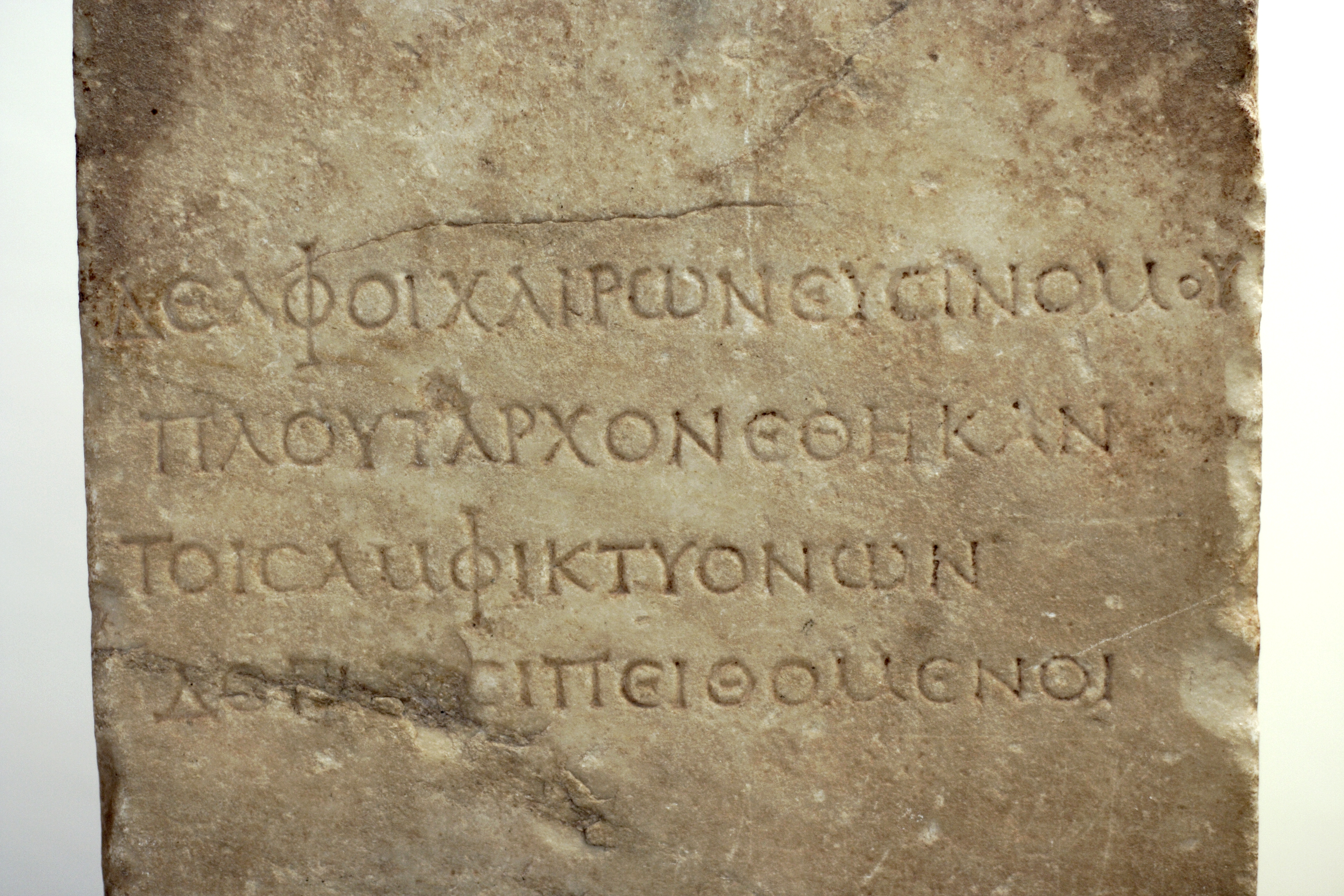
Iscrizione nella stele votiva di Plutarco.
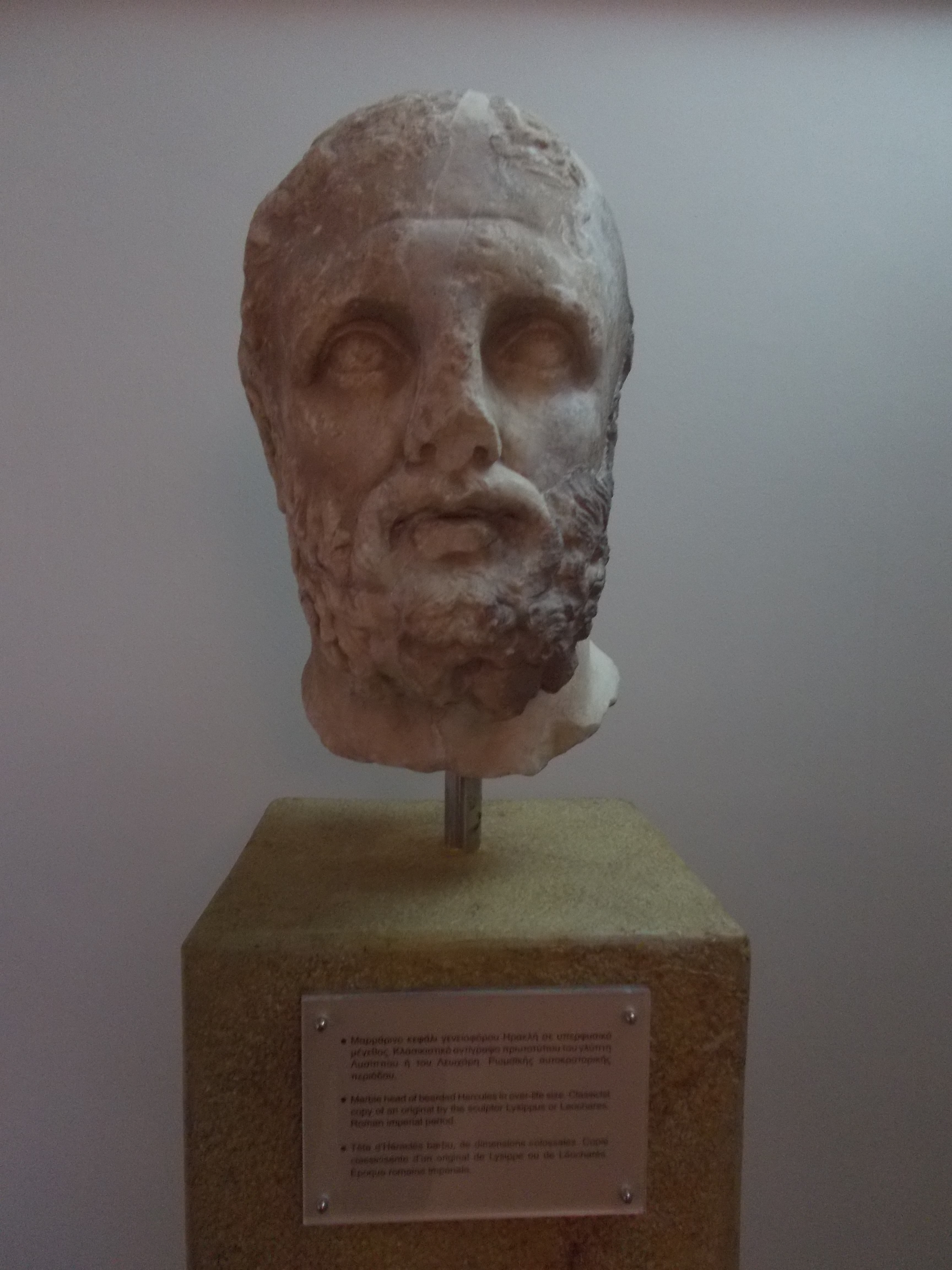
Marmo con testa barbuta interpretato come Ercole.

## La galleria al piano terra
La sala al piano terra contiene dei reperti provenienti dalla necropoli di Delfi, dalle case, dalla grotta Coricia e numerosi altri reperti di origine non identificata. Tre steli funerarie si ergono proprio accanto all'ingresso; portando raffigurazioni del defunto in rilievo. Il primo caso contiene vasi micenei e il successivo vari tipi di ceramica micenea da un insediamento. Vi sono anche ceramiche fatte a mano e al tornio (XI-IX secolo a.C.), provenienti da una tomba a camera scoperta nel sito del museo. 
Sul lato opposto della stanza sono esposte ceramiche, di cui spicca un gruppo provenienti dalla cosiddetta "casa corinzia" datata al 625-600 a.C. Successivamente vengono visualizzati sigilli e scarabei di stile egiziano. In una custodia indipendente al centro della stanza è esposta un'idria di bronzo con raffigurazione in rilievo, una nave piuttosto rara di una fabbrica situata nel nord del Peloponneso. 
Nel prossimo esempio sono esibite offerte votive di sepoltura, tra cui fibbie per cinture, bottiglie di aryballoi e incenso. Segue la ceramica del periodo classico. Un grande busto di argilla di Demetra o Persefone insieme ad altri vasi di argilla provenienti dalla cosiddetta "tomba del sacerdote". Sono inoltre esposti i corredi funerari di una tomba collocata attorno al museo, datati alla prima metà del IV secolo a.C. Due lekythoi con raffigurazioni in rilievo, figurine in terracotta di Afrodite, una ballerina, Cassandra, un attore comico e una bambola con mani e gambe mobili sono tra i reperti più importanti. 
La lunga cassa lungo lo stretto muro contiene reperti provenienti dalla grotta Coricia, come due vasi del tardo Neolitico, alcune statuette di argilla, lame di ossidiana e alcune delle ossa scoperte in loco. Alcune statuette raffigurano korae (giovani donne) e animali. La mostra più impressionante, tuttavia, è un coro delle Muse attorno a Pan. Nel resto dei casi sono esposti lekythoi a figure nere, figurine di argilla, una statuetta piuttosto grande di Afrodite e uno specchio pieghevole decorato con la testa della stessa dea. Infine, alcune opere tardo antiche come le lampade a olio e un leopardo in madreperla offrono uno scorcio sulla città di Delfi nella tarda antichità.